# Canberra
Canberra Ausztrália fővárosa. A város 358 000 fős lakosságával a legnagyobb népességű város a szárazföld belsejében fekvő települések között, valamint az Ausztrál Államszövetség nyolcadik legnagyobb városa. A város az Ausztráliai fővárosi terület északi részén helyezkedik el, Sydney-től 280 kilométernyire délnyugatra, Melbourne-től 660 kilométernyire északkeletre. Canberra helyének kiválasztása a nemzet fővárosa számára 1908-ban történt egy megegyezés eredményeként, amely a két legnagyobb népességű – egymással mindig is versengő – város, Sydney és Melbourne között jött létre. A canberrai lakosokat az ausztrálok maguk között „Canberran”-nak hívják (a. m. „canberrai”).
A városképet nagyban befolyásolták a parkosítási mozgalmak. A város jelentős zöldfelülettel rendelkezik, amit beceneve, a „bozótfőváros” is tükröz, bár eleinte korántsem ebben az értelemben használták, hanem gúnynévként kapta, amiért a bozótokkal borított pusztában kellett létrehozni a semmiből. Canberra növekedését és fejlődését hátráltatták a világháborúk és a nagy gazdasági világválság, majd különböző városfejlesztési testületeket hoztak létre, hogy áttekintsék a város fejlődését. A nemzet fővárosa virágzó nagyvárossá vált a második világháború után, mert az akkori miniszterelnök, Sir Robert Menzies szorgalmazta fejlődését és a National Capital Development Commission megalakult végrehajtói hatalommal. Bár az Ausztráliai fővárosi terület napjainkban önálló kormányzattal rendelkezik, az ausztrál államközösség kormányzata mégis némi hatást gyakorol rá a National Capital Authorityn keresztül.
Ausztrália kormányzati központjaként Canberra ad otthont a ausztrál parlament épületének, az Egyesült Királyság képviselőjének, a főkormányzónak, az Ausztrál Legfelsőbb Bíróságnak, valamint számos kormányzati irodának és részlegnek. Itt található sok országos jelentőségű szociális és kulturális intézmény, mint például az Ausztrál Háborús Emlékhely, az Ausztrál Nemzeti Galéria, az Ausztrál Nemzeti Egyetem, az Ausztrál Királyi Pénzverde, az Ausztrál Sportintézet, az Ausztrál Nemzeti Múzeum és az Ausztrál Nemzeti Könyvtár. Az ausztrál hadsereg tisztjeit a duntrooni Királyi Katonai Főiskolán képezik ki, valamint az Ausztrál Védelmi Erők Akadémiája is a fővárosban helyezkedik el.
Az Ausztráliai fővárosi terület független minden egyéb területtől és az államközösség többi tagállamaitól, hogy megelőzzék azt, hogy az államközösség székhelyével járó előnyökre bármelyikük is jogot formáljon. Az Ausztráliai fővárosi terület képviselői szavazati joggal bírnak az államközösség országgyűlésében, és közben a fővárosi területnek is megvan a maga törvényhozó testülete és kormánya, a tagállamokhoz hasonlóan.
Mivel a városban magas a közszolgák száma, az államközösség kormánya nagy mértékben hozzájárul az állam bruttó termékéhez, és a legnagyobb munkáltató Canberrában, habár már nem az egyetlen. Az országos átlaghoz viszonyítva a munkanélküliség aránya alacsonyabb és az átlagjövedelem magasabb, a felsőfokú végzettséggel rendelkezők aránya magasabb, míg lakosságának átlagéletkora alacsonyabb. Az ingatlanárak viszonylag magasnak számítanak, részben a szigorú fejlesztési szabályozásoknak köszönhetően.

## Földrajz

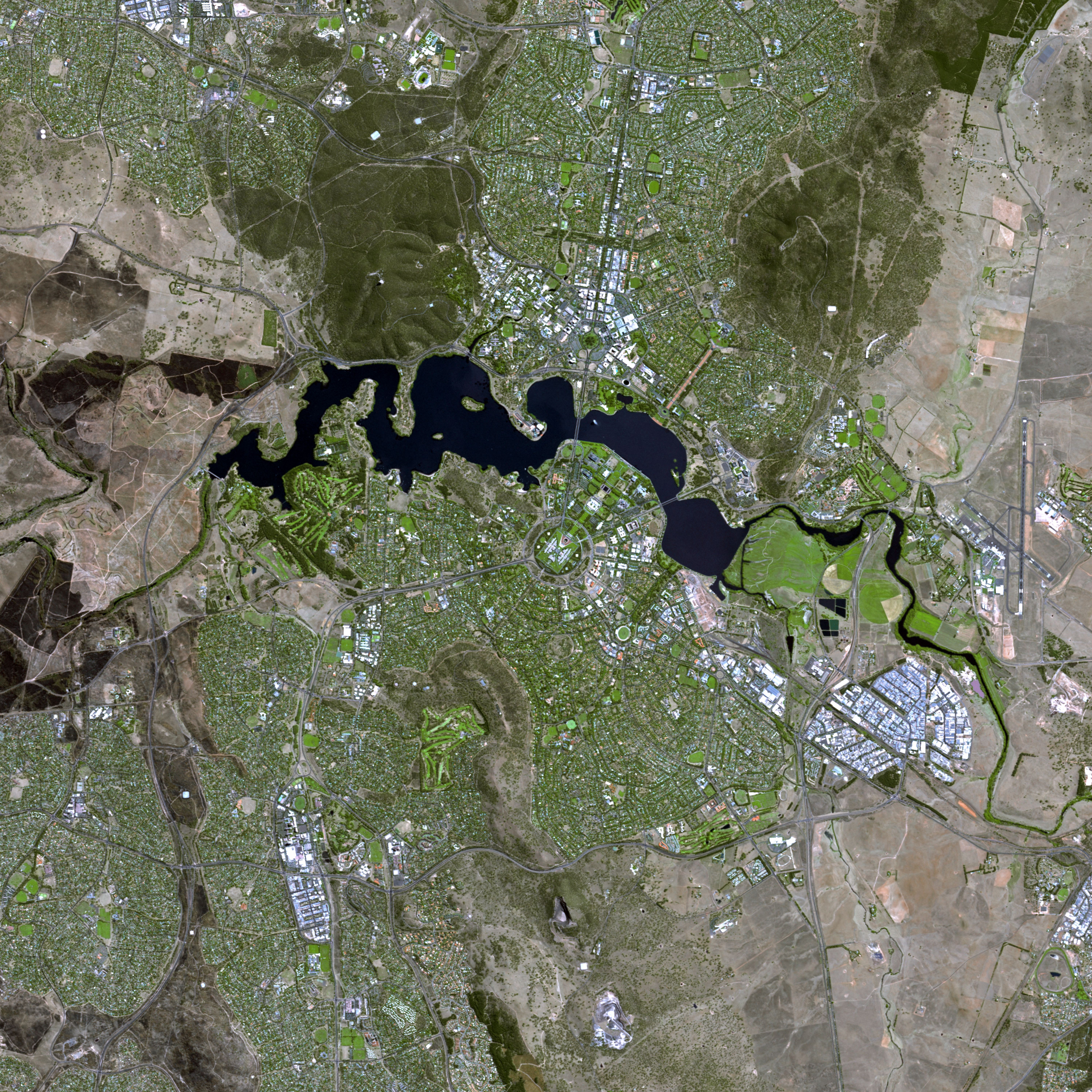
A város műholdképe

Canberra 814,2 négyzetkilométernyi területen fekszik. A város a Brindabella hegylánc közelében található, megközelítőleg 150 km-re Ausztrália keleti partvidékétől. A város megközelítőleg 580 méteres tengerszint feletti magasságban fekszik; legmagasabb pontja a 888 méter magas Mount Majura. További magaslati pontok a 855 méter magas Mount Taylor, a 843 méter magas Mount Ainslie, a 812 méter magas Mount Mugga Mugga, és a szintén 812 méter magas Black Mountain.
A város az ausztrál kontinens délkeleti részén fekszik, 550–600 méter tengerszint feletti magasságban, a Nagy-Vízválasztó-hegységnek a szárazföld belseje felé leereszkedő dimbes-dombos lankáin. A főváros környéki dombvidék természetes növénytakaróját kövérfüvű szavanna alkotja, eukaliptuszligetekkel tarkítva. A város vízellátását könnyen meg lehetett oldani a közeli hegyvidék folyóiból.
Számos patak, például a Jerrabomberra és a Yarralumla folynak a Molonglo és a Murrumbidgee folyókba. Kettőt ezek közül, a Ginninderra és a Tuggeranong patakokat, egyszerűen elzártak gáttal, hogy létrehozzák a Ginninderra-tavat és a Tuggeranong-tavat. Egészen addig a Molonglo-folyó története pusztító árvizekkel volt tele, amíg a Burley Griffin-tavat létre nem hozták.
A Molonglo folyón gátat építettek, hogy létrehozzák ezáltal a Burley Griffin-tavat. A Molonglo később a Murrumbidgee-be torkollik Canberrától északnyugatra, amely ezután északnyugati irányban folytatja útját az Új-Dél-Walesben fekvő Yass városa felé. A Queanbeyan folyó csatlakozik a Molonglo folyóhoz az Oaks Estate-nél, még éppen az Ausztráliai fővárosi területen.

### Éghajlata
Bár Canberra nem a tenger közelében, hanem attól 120 km távolságra fekszik, annak éghajlati hatása mégis érezhető. Hosszabb aszályos időszakok sem télen, sem nyáron nem fordulnak elő: a csapadék sokévi átlaga 632 mm. Canberrának viszonylag hűvös, száraz, mérsékelt éghajlata van az ausztrál átlaghoz viszonyítva, a Köppen–Geiger osztályozás alapján a nedves szubtrópusi/óceáni átmeneti éghajlati övben fekszik (Cfa/Cfb). Canberrában megtapasztalhatóak a száraz, perzselő nyarak, a fagyos, hideg telek sűrű köddel és gyakori fagyokkal.
A város évi középhőmérséklete 13,4 °C. A nyár melege januárban a 21 °C-os átlagot közelíti meg. A leghidegebb hónap a július, melynek középhőmérséklete 6 °C. A legalacsonyabb hőmérsékleti rekord eddig –10 °C volt, melyet 1971. július 11-én mértek.
A legmagasabb feljegyzett hőmérsékleti érték 42,2 °C volt 1968 február elsején, illetve előfordult 1939. január 11-én 42,8 °C Actonban. A 2011-es év tele volt Canberra eddigi legmelegebb tele, amit feljegyeztek, a hőmérséklet mintegy 2 °C-kal alakult magasabban az ilyenkor szokásos átlagnál.
A fővárosban a havazás viszonylag ritka jelenség, de a környező, magasabban fekvő területeket évente hótakaró borítja, és emiatt gyakran látni hósipkával fedett hegytetőket a városból. Kis mennyiségű hó gyakorlatilag évente egy-két alkalommal belepi a várost, de gyorsan el is szokott olvadni. Canberra nyugat felől a Brindaballa-hegység által némileg esőárnyékban van. Canberrában évente 100 esőmentes nap szokott lenni.
Az ausztrál tagállamok fővárosai között Adelaide és Hobart után Canberrában esik a harmadik legkevesebb csapadék éves szinten. Az eső ugyanakkor meglehetősen egyenletesen oszlik el az évszakok között, amelyek közül tavasz végén hullik a legtöbb csapadék. Zivatarok főleg október és április közt fordulnak elő a nyári időjárás és a várost körülölelő hegyek miatt. A terület nem igazán szeles, és a legnagyobb szélerősség augusztustól novemberig fordul elő. Canberra kevésbé nedves éghajlattal rendelkezik, mint a közeli partvidék.
| Hónap                                                                           | Jan. | Feb. | Már. | Ápr. | Máj. | Jún. | Júl.  | Aug. | Szep. | Okt. | Nov. | Dec. | Év    |
| ------------------------------------------------------------------------------- | ---- | ---- | ---- | ---- | ---- | ---- | ----- | ---- | ----- | ---- | ---- | ---- | ----- |
| Rekord max. hőmérséklet (°C)                                                    | 42,0 | 42,2 | 37,5 | 32,6 | 24,5 | 20,1 | 19,7  | 24,0 | 28,6  | 32,7 | 38,9 | 39,2 | 42,2  |
| Átlagos max. hőmérséklet (°C)                                                   | 28,0 | 27,1 | 24,5 | 20,0 | 15,6 | 12,3 | 11,4  | 13,0 | 16,2  | 19,4 | 22,7 | 26,1 | 19,7  |
| Átlagos min. hőmérséklet (°C)                                                   | 13,2 | 13,1 | 10,7 | 6,7  | 3,2  | 1,0  | −0,1  | 1,0  | 3,3   | 6,4  | 8,8  | 11,4 | 6,5   |
| Rekord min. hőmérséklet (°C)                                                    | 1,8  | 3,0  | −1,1 | −3,7 | −7,5 | −8,5 | −10,0 | −8,5 | −6,4  | −3,3 | −1,8 | 1,1  | −10,0 |
| Átl. csapadékmennyiség (mm)                                                     | 59   | 56   | 51   | 46   | 44   | 40   | 41    | 46   | 52    | 62   | 64   | 54   | 617   |
| Havi napsütéses órák száma                                                      | 295  | 254  | 251  | 219  | 186  | 156  | 180   | 217  | 231   | 267  | 267  | 291  | 2814  |
| Forrás: Climate statistics for Australian locations, Bureau of Meteorology 2013 |      |      |      |      |      |      |       |      |       |      |      |      |       |

## Nevének eredete
A "Canberra" kifejezést közkedvelt módon a Kambera, vagy Canberry szóból eredeztetik, melyhez a ngunnawal nyelv ’találkozási hely’ jelentését társítják. A ngunnawal nyelv egyike a területen beszélt ősi bennszülöttek nyelveinek, melyet még az európaiak megtelepedése előtt használtak, bár konkrét bizonyíték ezt nem támasztja alá. Az évek során több alternatív definíció is született a város nevének eredetével kapcsolatban, többek közt a ngunnawal Elder, Don Bell által használt eredet, aki szerint a Canberra vagy Nganbra/Nganbira jelentése ’női keblek’, ami két itteni hegy elnevezése a helyi őslakosok nyelvén. E két hegy a Black Mountain és a Mount Ainslie, melyek majdnem szemben találhatók egymással. Az 1860-as években az elnevezésről beszámoló Queanbeyan újság tulajdonosa, John Gale által hangoztatott vélemény szerint a nganbra vagy nganbira elnevezés jelentése ’női keblek közti völgy’, ami a Sullivan's-patak ártéri síkjára utal a Mount Ainslie és a Black Mountain közt. Egy az 1830-as térkép alapján Sullivan’s-patak ártéri síkja e két hegy között a Nganbra elnevezést viselte. A Nganbra vagy Nganbira végül angolosodott a Canberry elnevezésre, amely néven a terület ismertté vált a későbbiek folyamán az európai telepesek között.
Richard Hind Cambage 1919-ben kiadott Notes on the Native Flora of New South Wales, Part X, the Federal Capital Territory című könyvében megjegyzi, hogy Joshua John Moore, az első telepes a régióban Canberrynek nevezte a területet 1823-ban, azt állítva, „kétség nem fér hozzá, hogy ez a terület eredeti, az őslakosok által használt neve, bár jelentése ismeretlen.”

## A város történelme

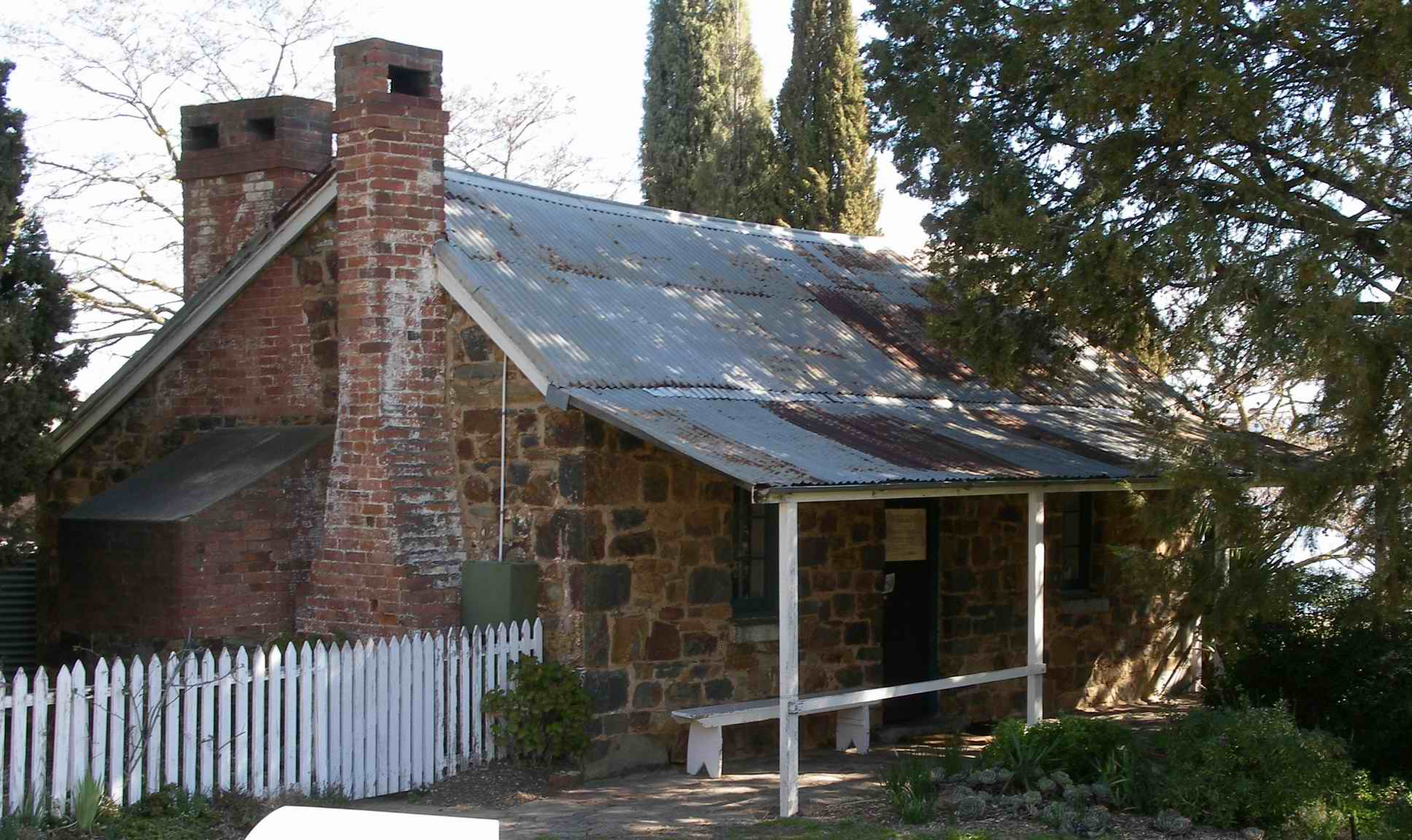
A Blundell ház 1860 körül épült, az egyik utolsó még álló épület, ami az eredeti település helyén állt a város alapítása előtt

Az európaiak letelepedése előtt Canberra területén időszakosan őslakos népcsoportok éltek. Norman Tindale antropológus feltevése alapján a ngunnawal népcsoport volt a legjelentősebb a területen, míg a vidék déli részein a ngarigo és a walguru népcsoport, az északnyugati részeken a wiradjuri nép, a keleti részeken a wandandi nép, az északi részeken pedig a gandangara népcsoport helyezkedett el. A területen talált régészeti feltárások az őslakosok korai településeit találták meg, amelyek rajzokkal, metszetekkel díszített barlangokat, temetkezési helyeket, táborhelyeket, kőbányákat és kőeszközöket rejtő leletegyütteseket tartalmaztak. A lelőhelyek feltárásai bebizonyították, hogy az itt élő őslakosság már mintegy 21 000 éve lakja e vidéket.

### Az európai telepesek érkezése
Az európaiak felfedezőútjai, valamint letelepedése a környéken az 1820-as években indult meg. 1820 és 1824 között négy felfedezőút kezdődött. Az első európaiak által alapított települések valószínűleg 1824 környékén jöttek létre, az Acton-félszigeten, Joshua John Moore telepes által, aki itt építette fel tanyáját. A területet hivatalosan 1826-ban vásárolta meg, majd elnevezte Canberrynek.

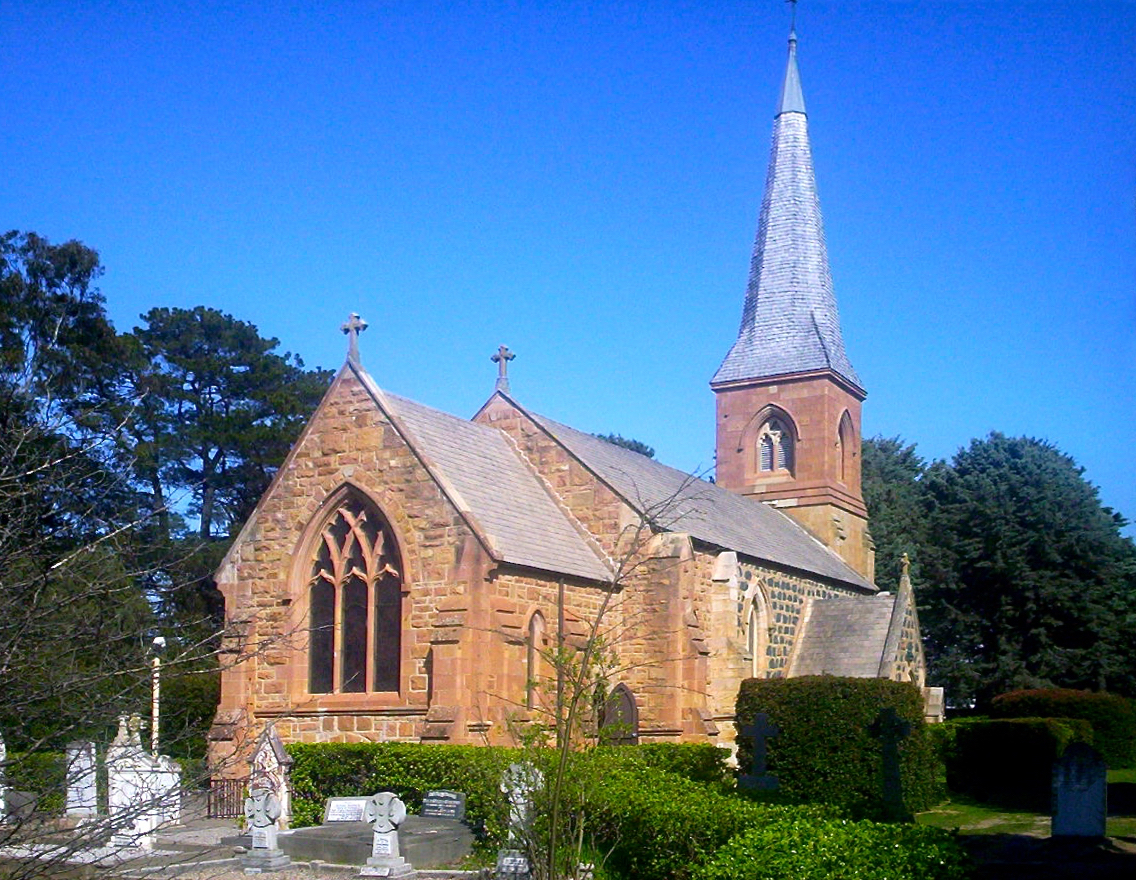
A St. John-templom

Az európai telepesek népességének növekedése lassanként emelkedett a 19. század folyamán. Köztük volt a rendkívül impozáns megjelenésű kőházat felépítő Duntrooni Campbell-család is, akiknek korábbi lakóházában ma a Royal Military College, Duntroon található, ahol az ausztrál hadsereg tisztjeit képezik ki. A Campbellek által szponzorált településen mezőgazdasággal foglalkozó más családok is művelték földjeiket, például a mai Weetangera területén is. A másik rendkívül nevezetes família a környéken az egymással rokonságban álló Murray és Gibbes családok voltak, akiknek 1831-től 1881-ig Yarralumla nevű birtokukon áll a mai Governor’s House, az ausztrál kormányzók hivatalos rezidenciája.
A belvárosban a legrégebben épített, máig álló épület a St. John the Baptist anglikán templom, amely Reid városrészben található, és 1845-ben épült. A St. John-templom sírkertje a legrégebbi a fővárosi területen. Ahogyan az európaiak jelenléte fokozódott, úgy kezdett egyre inkább apadni az őslakosok népessége az olyan behurcolt betegségek következtében, mint a fekete himlő és a rózsahimlő.

### Canberra mint főváros
A terület átalakulása Új-Dél-Wales állam egyik vidékies részéből az ország fővárosává a 19. század végén, a szövetségen belül kezdődő vitáknak köszönhető. 1900-ban írta alá a határozatot Viktória királynő a déli kontinens hat gyarmatának államszövetségben való egyesítéséről. Az új alkotmány kimondta, hogy Melbourne és Sydney, a két egymással vetélkedő nagyváros helyett új nemzeti fővárost kell alapítani olyan területen, amely egyik szövetségi állam területéhez sem tartozik. Az ideiglenes kormány székhelye addig Melbourne-ben volt; a város csak addig használhatta a fővárosi címet, amíg az újonnan kijelölt főváros területe ki nem épült.
Az újságkiadó-tulajdonos John Gale közzétett egy gúnyiratot „Dalgety”, avagy „Canberra, melyik területet javasolja Canberra helyszínéül az államközösség hét parlamentje?” címmel. Sokak szerint a főváros helyének 1908-as kiválasztása a kormány által megbízott Charles Scrivener felügyelő által kidolgozott kutatási anyagnak köszönhető. Az új-dél-walesi kormányzat átengedte a Fővárosi Terület (ahogyan akkoriban nevezték) vezetését a szövetségi kormánynak. A Belügyminisztérium által 1911. május 24-ig elbírált nemzetközi tervpályázat eredményeképpen a főváros terveit Walter Burley Griffin és társa, Mahony Griffin tervrajza alapján kezdték el, majd 1913-ban Griffint nevezték ki a szövetségi főváros építésügyi és tervezőrészleg igazgatójává, és ezzel megkezdődött az építkezés.

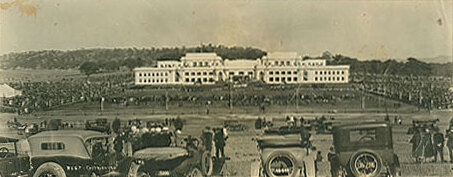
A régi parlament épületének megnyitóünnepsége 1927 májusában

1913. március 12-én hivatalosan is Canberra lett a város neve, melyet Lady Denman, az akkori ausztrál főkormányzó, Lord Denman felesége adományozott a városnak, a Kurrajong Hillen megrendezett ünnepség keretén belül, amely helyet ma Capital Hill néven ismerünk, és itt található napjainkban a Parliament House. Canberra napja minden év március második hétfőjén kerül megrendezésre, amely egyben munkaszüneti nap az Ausztráliai fővárosi területen belül, amikor is a város megalapítását ünneplik. A város nevét adó ünnepség lezajlása után bürokratikus viták hátráltatták Griffinék munkáját, majd 1916-ban egy királyi rendelet kinyilvánította hatáskörét, amelyet eddig bizonyos hivatalnokok bitoroltak. Griffin kapcsolata az ausztrál hatóságokkal rendkívül feszültté vált. Ebben az időszakban Griffin felülvizsgálta terveit, ellenőrizte a főbb sugárutak építésével kapcsolatos földmunkák folyamatát és létrehozta a Glenloch parafaültetvényt.
A szövetségi törvényhozás 1927. május 9-én helyezte át székhelyét Canberrába, az ideiglenes parlament épületének átadásával egyidejűleg. Stanley Bruce miniszterelnök is hivatalosan csak néhány nappal korábban költözött be a The Lodge nevű rezidenciájára.
A város tervezett fejlesztése a gazdasági válság hatására jelentősen lelassult az 1930-as években, majd a második világháború évei alatt. Néhány olyan épület, melynek megépítését ebben az időszakban szerették volna véghezvinni, végül sohasem készült el, mint például a római katolikus és az anglikán székesegyházak épületei.
1920-tól 1957-ig három különböző testület, név és időrend szerint: a Federal Capital Advisory Committee, a Federal Capital Commission és végül a National Capital Planning and Development Commitee végezték a főváros további kiterjedésére vonatkozó tervek megvalósítását, immáron Griffin nélkül, ennek ellenére ezeknek a szervezeteknek csak tanácsadói jogosultságuk volt, és a város fejlesztésével kapcsolatos döntések a velük való egyeztetés nélkül indultak meg, ami eredménytelenséghez vezetett.
A második világháború idején a legnagyobb Canberrában az ANZAAS 24. találkozója volt 1939 januárjában. A város szálláshely-kapacitása nem volt teljes mértékben elegendő, ezért a Molonglo-folyó partján sátorvárost húztak fel, hogy el tudják szállásolni az 1250 meghívott vendéget. Ezt az eseményt egy hőhullám szakította félbe, amely Délkelet-Ausztráliában tombolt, miközben Canberrában a hőmérséklet elérte a 42,5 fokot január 11-én. Január 13-án pénteken a fekete pénteki bozóttüzek 71 áldozatot követeltek Victoria államban, és Wells elkísérte útján az ausztrál főkormányzót, aki meglátogatta a tűz által sújtott területeket.
Közvetlenül a második világháború után merültek fel azok a kritikák, amelyek szerint Canberra úgy néz ki, mint egy falu, valamint épületeinek rendezetlen csoportjai igencsak csúnyának ítéltettek akkoriban. Canberrát gyakran úgy gúnyolták, hogy "külvárosok sokasága, város nélkül". Robert Menzies miniszterelnök szerint a fővárosi jelleg eléggé zavarosnak tekinthető. Az ő hivatali ideje alatt változott meg a városról alkotott nézet a lenézéstől a fejlődés felé. Két miniszterén is számon kérte a város fejlődésének gyenge teljesítményét. Menzies miniszterelnökként tíz évig volt hivatalban, és hivatali ideje alatt a város jelentős fejlődésen ment át. A város népessége 1955-től 1975-ig minden ötéves időszakban több mint 50 százalékkal növekedett. Számos kormányzati intézmény a közszolgákkal együtt átköltözött Canberrába Melbourne-ből a háború után. A kormányzat házépítési programok segítségével kívánt otthont teremteni a város gyors ütemben növekvő lakosságának.
Az újonnan épült Ausztrál Nemzeti Egyetemet kibővítették, szobrokat és emlékműveket helyeztek el. Az új Nemzeti Könyvtár a Parlamenti Háromszögön belül épült meg, melyet a Legfelsőbb Bíróság és a Nemzeti Galéria követett. A Canberra Central városrészei (gyakran csak North Canberra és South Canberra néven emlegetik őket) tovább fejlődtek az 1950-es években, és városfejlesztés zajlott Woden Valley és Belconnen kerületekben az 1960-as évek közepén és végén. Az új városrészek jelentős részét ausztrál politikusokról nevezték el, mint például Barton, Deakin, George Reid, Braddon, Curtin, Chifley és Parkes.

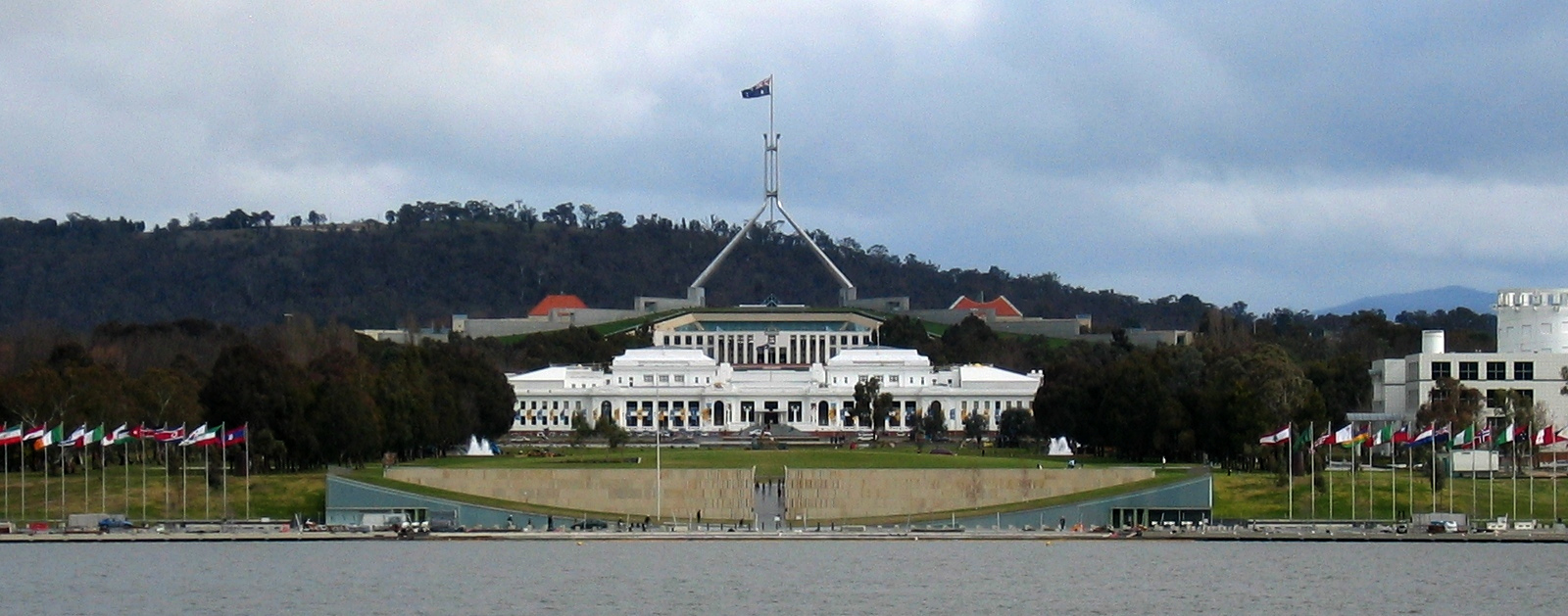
A régi, 1930-as években épült országház mögött magasodik az új, ami 1988-ban épült. Előttük látható az ún. Államszövetség rakpart (Commonwealth Place), ahol láthatóak a világ zászlai, valamint a jobb oldalon az országos tudományos múzeum, a Questacon található

A leggyorsabb terjeszkedést a National Capital Development Commission (NCDC) érte el 1957-től, szemben korábbi tanácsadó jogkörrel felruházott elődeinek eredménytelenségével. Az NCDC véget vetett a Burley Griffin-tó tervrajzával és alakjával kapcsolatos, négy évtizede tartó vitáknak, amely helyszín egyébként Griffinék terveinek kulcsfontosságú helyszíne volt, és végül négyévnyi munka után, 1964-ben fejeződött be a tó kiépítése. A tó kialakítása létrehozta azt az úgy nevezett „parlamenti háromszöget”, amelyet Griffinék elképzeltek. A tó megépítése óta számos országos jelentőségű intézmény települt annak partjára.
1972. január 27-én megépült az Őslakosok Sátor Nagykövetsége a parlament területén, amely az ausztrál bennszülöttek jogaira és földkérdéseire hivatott felhívni a figyelmet, amely folyamatosan foglalt 1992 májusa óta. 1988. május 9-én egy újabb és egyben nagyobb parlamenti épület került átadásra a Capital Hillen a kétszázadik évforduló tiszteletére rendezett ünnepségek keretén belül, és a szövetségi parlament az ideiglenes parlament épületéből átköltözött a mára régi parlamentként ismertté vált épületbe.
1988 decemberében az Ausztráliai fővárosi terület félig önkormányzati jogokat kapott az Államközösségi parlament törvényei alapján. Az 1989. március 4-én megtartott legelső választásokat követően a törvényhozás tizenhét tagból álló testülete áttette székhelyét a Civikben található Constitution Avenue (Alkotmány sugárút) egyes szám alá.
Az Ausztrál Munkáspárt alkotta az Ausztráliai fővárosi terület legelső kormányát, melynek miniszterelnöke, Rosemary Follett volt az első női kormányfő Ausztráliában.

### 21. század
A 2003. január 18-án fellobbant erdőtüzek körülvették Canberrát, és a tűzvész tombolása során négy ember életét vesztette, 435-en megsérültek és 487 otthon odaveszett, valamint megsemmisültek az Ausztrál Nemzeti Egyetem által működtetett csillagvizsgáló eszközei és épülete is a Mount Stromlo hegyen.
2013 során ünnepelte a város elnevezésének századik évfordulóját. 2014. március 11-én, a centenárium évének utolsó napján felállították a Canberra Centenáriumi oszlopot a City Hill területén.

## Közigazgatás

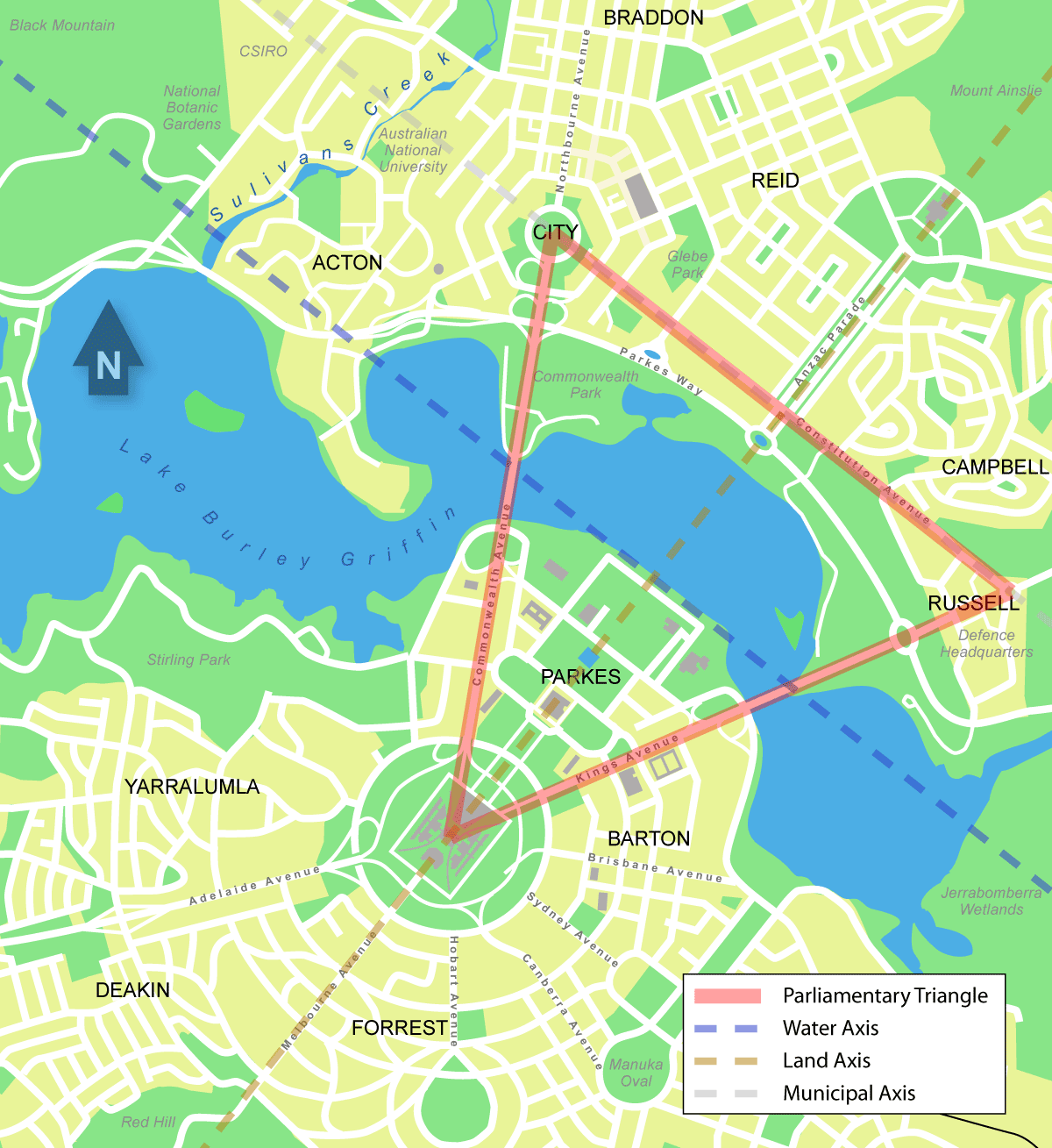
Geometriai motívumok a város szerkezetében

Az ausztrál városok közt szokatlan módon a város teljes egészében előre megtervezett településszerkezettel büszkélkedhet. A városszerkezet megtervezésére kiírt pályázaton a chicagói Walter Burley Griffin építész és társa, a szintén építész Marion Mahony Griffin tervrajzait választották ki. Az építkezés 1913-ban kezdődött meg. A „Griffinek tervei” geometriai motívumokkal rendelkező szerkezetet tartalmaztak, körökkel, sokszögekkel és háromszögekkel, amelyek a város és az Ausztráliai fővárosi terület fontosabb látnivalóinak irányába tartó tengelyek mentén helyezkednek el.
A város tervrajzát alapvetően befolyásolta a kertvárosi mozgalom. Ennek a hatásnak köszönhetően jelentős méretű területeken hagyták meg a természetes növénytakarót, ezért Canberrát gyakran bush capitalnak, azaz „bozótos fővárosnak” nevezik. Canberra növekedését és fejlődését jelentősen hátráltatták a világháborúk és a nagy gazdasági világválság, s ezeket tovább súlyosbítottak a várostervezés körüli nézeteltérések, amelyek a város fejlődését felügyelő különböző közigazgatási szervek közt alakultak ki.
A nemzet fővárosa virágkora a II. világháborút követően jött el, amikor a miniszterelnöki mandátumát töltő Robert Menzies kiállt a fejlődés mellett, valamint a National Capital Development Commission (Nemzeti Főváros Fejlesztési Bizottság/Tanács) végrehajtó hatáskört kapott. Annak ellenére, hogy az Ausztráliai fővárosi terület nem rendelkezik önálló kormányzattal, a szövetségi kormány meghagyott néhány hatáskört a főváros önkormányzatánál.

### A város vezetése

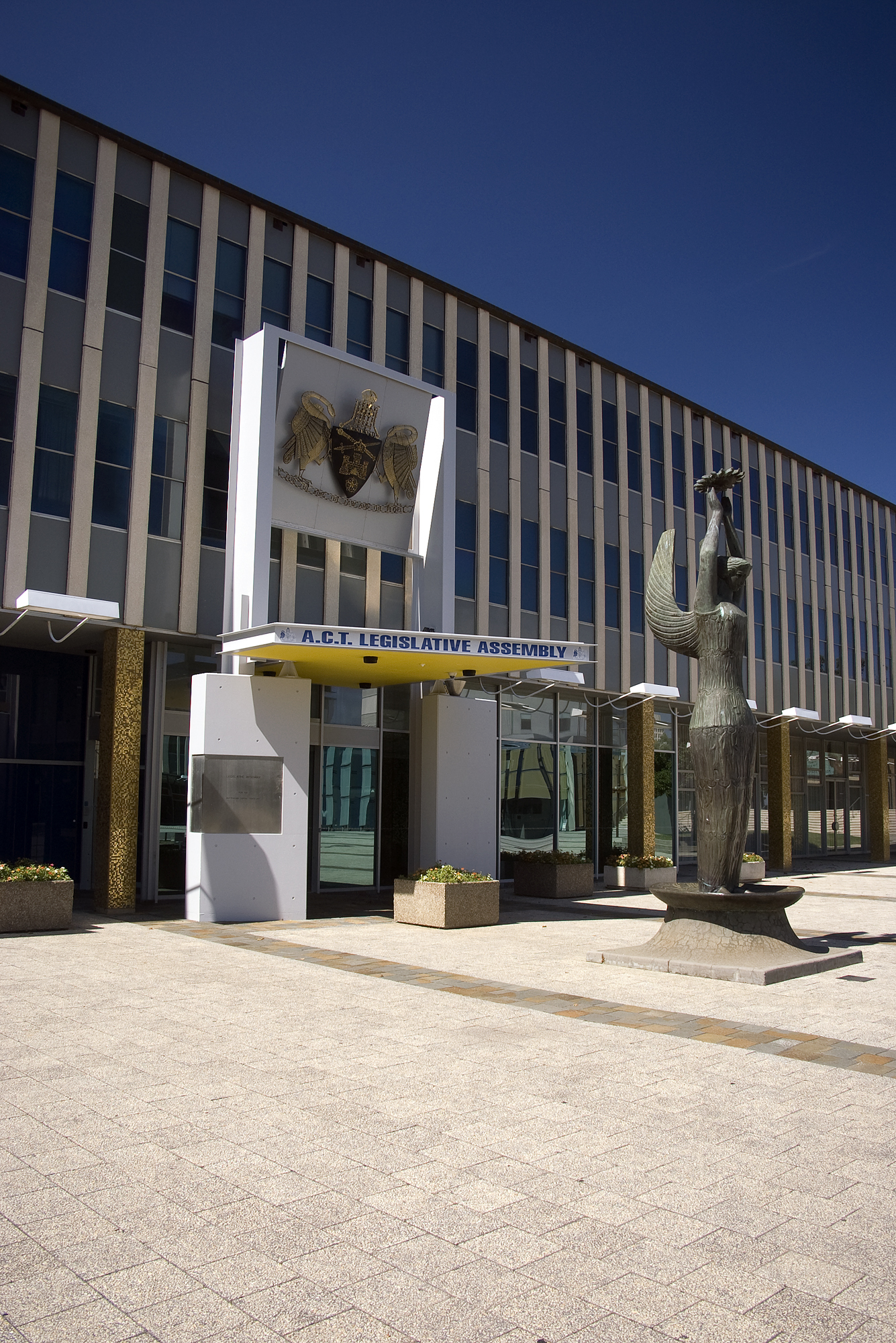
Az Ausztráliai fővárosi terület törvényhozásának épülete
és az Ethos szobor (Tom Bass, 1961)

Canberra városán kívül nincsenek is nagyobb települések, csak falvak az Ausztráliai fővárosi terület határain belül. Az Ausztráliai fővárosi terület törvényhozása szerepet játszik mind a városi tanácsban, mind a terület kormányzatában. A törvényhozás 25 tagból áll, akiket öt választókerületből választanak meg, az arányos képviselet elvét követve. Az öt választókerület a következő: Brindabella, Ginninderra, Kurrajong, Murrumbidgee és Yerrabi, melyek mindegyike öt tagot választ.

### Városszerkezet

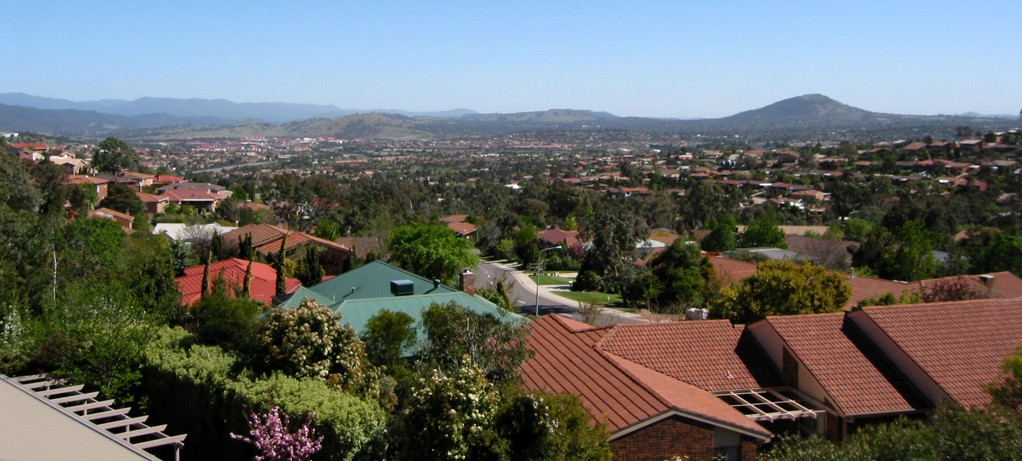
Kilátás a Tuggeranong Hill tetejéről, a Tuggeranong-völgy irányában

A város belső területeit eredetileg Walter Burley Griffin tervezte meg, aki egy kiemelkedő huszadik századi amerikai építész. A város központi részén, a Burley Griffin-tó környékén a főbb utak küllőszerűen ágaznak ki a központból. Griffin indítványa geometriai mintázatokat tartalmazott, többek közt koncentrikus hat- és nyolcszögletű utcákat, melyek számos sugárban ágaznak ki a centrum felől. Ugyanakkor a város újabban épült külső részei már nem követik a geometriai alaprajzot. A három sugárút (Constitution Avenue, Kings Avenue és Commonwealth Avenue) által közrezárt terület közismert elnevezése a „parlamenti háromszög”, amely Griffin tervének központi elemét képezi.
Canberra városrészeinek hierarchiája az alábbiak szerint épül fel a legnagyobbtól a legkisebbek felé haladva: kerületek, városközpontok, városrészek központjai, helyi külvárosok, egyéb ipari központok és falvak. Hét lakókerület van, melyek mindegyike kisebb külvárosokra oszlik, valamint a legtöbb rendelkezik városközponttal, ahol a kereskedelmi és szociális tevékenységek összpontosulnak. A kerületek az alábbi kronológiai sorrendben népesültek be:
- Canberra Central: főleg az 1920-as és 1930-as években népesült be, majd egészen az 1960-as évekig bővült kiterjedése;[98] 25 városrész;
- Woden Valley: 1964-ben telepedtek le első lakosai;[85] 12 városrész;
- Belconnen: 1966-ban telepedtek le első lakosai;[85] 25 városrész (1 még nem épült ki);
- Weston Creek: 1969-ben telepedtek le első lakosai, 8 városrész[99]
- Tuggeranong: 1974-ben telepedtek le első lakosai;[100] 18 városrész;
- Gungahlin: az 1990-es évek elején kezdett el benépesülni; 18 városrész (5 még nem épült ki);
- Molonglo Valley: fejlődése 2010-ben indult meg; 13 városrész szerepel a tervekben.

| Canberra Central | North Canberra  | 1966. május 12.   | 1928 | 25        | 39 438 | 42 113 | 48 030 | 53 002 |
| Canberra Central | South Canberra  | 1966. május 12.   | 1927 | 25        | 24 139 | 23 668 | 24 154 | 27 007 |
| Woden Valley     | Woden Valley    | 1966. május 12.   | 1963 | 12        | 31 336 | 31 992 | 32 958 | 34 760 |
| Belconnen        | Belconnen       | 1966. május 12.   | 1967 | 27        | 81 701 | 84 382 | 92 444 | 96 049 |
| Weston Creek     | Weston Creek    | 1966. május 12.   | 1969 | 8         | 22 338 | 22 127 | 22 746 | 22 988 |
| Tuggeranong      | Tuggeranong     | 1966. május 12.   | 1974 | 18        | 89 386 | 87 119 | 86 900 | 85 154 |
| Gungahlin        | Gungahlin       | 1966. május 12.   | 1991 | 18        | 23 098 | 31 318 | 46 971 | 71 142 |
| Molonglo Valley  | Molonglo Valley | 2010. október 14. | 2010 | 13 (terv) | –      | –      | 27     | 4 578  |

A Canberra Central kerület alapvetően Walter Burley Griffin tervein alapul. 1967-ben a National Capital Development Commission elfogadta azt a tervet, amely lefektette a városfejlesztések jövőjének alapjait Canberrában, és egy sor bevásárló és kereskedelmi területet alakítottak ki, közismertebb nevükön az úgynevezett városközpontokat, melyeket főutak kötnek össze, az egész pedig egy Y betűt formáz, melynek talpánál Tuggeranong, két száránál pedig Belconnen és Gungahlin található.
Canberra külvárosait, városrészeit jelentős mértékben korábbi miniszterelnökökről, híres ausztrálokról, korai telepesekről és ezen helyeknek az őslakosok által használt régi megnevezéseiről kapták nevüket. Az ausztrál főváros utcanevei minden városrészben egy adott sémát követnek; például Duffy utcái ausztrál gátakról és víztározókról kapták nevüket, míg Dunlop utcái ausztrál felfedezésekről és művészekről, Page utcái pedig biológusokról és természettudósokról kapták nevüket. A legtöbb diplomáciai küldöttség Yarralumla, Deakin és O'Malley városrészekben találhatók. Három könnyűipari terület van a városban: Fyshwick, Mitchell és Hume.

## Látnivalók

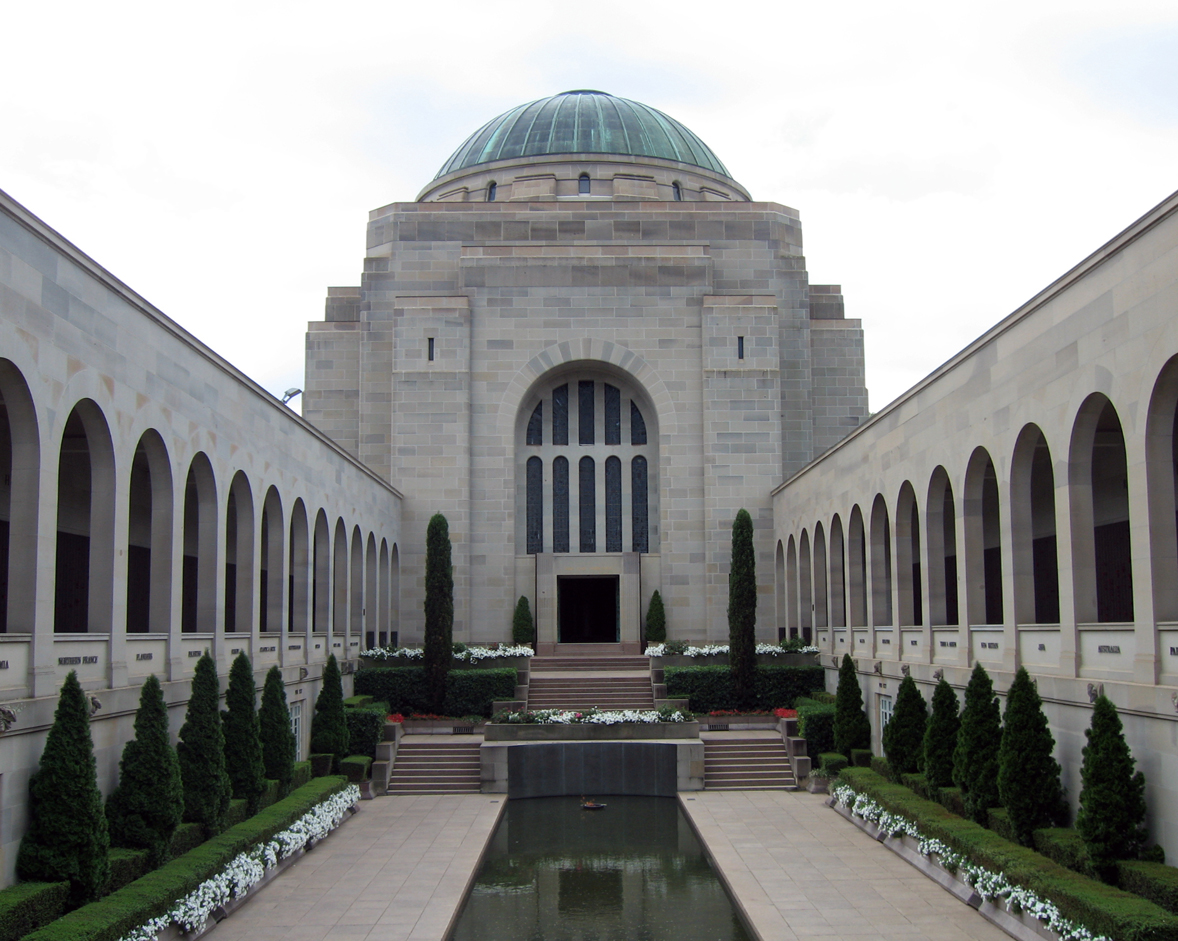
Az Ausztrál Háborús Emlékhely

Mint az ausztrál kormány székhelye, Canberrában található a Parliament House, azaz az ausztrál parlament épülete, valamint az Ausztrál Legfelsőbb Bíróság és számtalan minisztérium, valamint hivatal. A Burley Griffin-tónál helyezkedik el a Captain James Cook kapitány emlékmű és a Nemzeti Harangjáték.
A főváros ezenfelül otthont ad a nemzet legjelentősebb szociális és kulturális intézményeinek is, beleértve az Ausztrál Háborús Emlékhely, az Ausztrál Nemzeti Egyetem, az Ausztrál Sportintézet, az Ausztrál Nemzeti Galéria, az Ausztrál Nemzeti Múzeum és az Ausztrál Nemzeti Könyvtár intézményeit. Az Ausztrál Védelmi Erők tisztikarát a Royal Military College és az Ausztrál Védelmi Erők Akadémiája képezi ki, melyek intézményei szintén a fővárosban találhatóak.
További látnivalók még a Black Mountain Tower, az Ausztrál Nemzeti Botanikus Kert, a Nemzeti Állatkert és Akvárium, a Nemzeti Dinoszaurusz Múzeum és a Questacon – Nemzeti Tudomány és Technológiai Központ.
Számos történelmi lakóépület van megnyitva a látogatók számára: a Lanyon és a Tuggeranong Homesteads a Tuggeranong-völgyben, a Mugga-Mugga Symonstonban, és a Blundells' Cottage Parkesben, melyek mindegyike az első európai telepesek életmódját mutatja be. A Calthorpes' House Red Hillben egy jó állapotban fennmaradt példája az 1920-as évek építészeti stílusára Canberra korai időszakából.

## Művészet és szórakozás

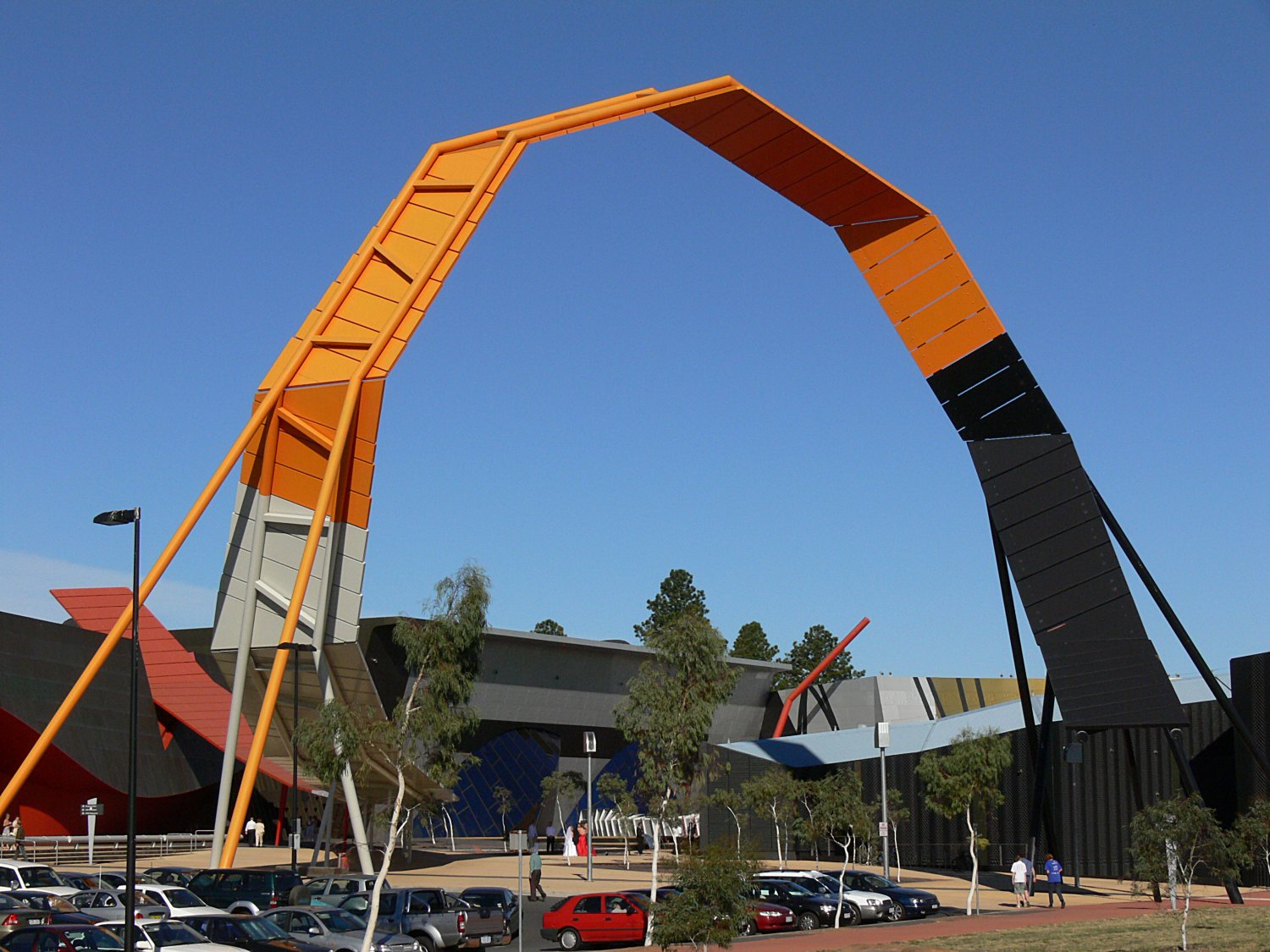
A 2001-ben alapított Ausztrál Nemzeti Múzeum főbejárata. Az intézmény bemutatja Ausztrália szociális történelmét.

Canberra otthont ad számos nemzeti emlékműnek és országos szintű intézménynek, mint amilyen például az Ausztrál Háborús Emlékhely, az Ausztrál Nemzeti Galéria, azAusztrál Nemzeti Könyvtár, Ausztrália Nemzeti Archívuma, az Ausztrál Tudományos Akadémia, a Nemzeti Film- és Hangarchívum és az Ausztrál Nemzeti Múzeum. Az Államközösség kormányának számos épülete nyitva áll a látogatók előtt, mint például a Parliament House, a Legfelsőbb Bíróság, valamint az Royal Ausztráliai Királyi Pénzverde épületei.
A Stonefest a legnagyobb évenként megrendezett fesztivál volt néhány éven keresztül Canberrában. 2012-ben lecsökkentették a fesztivál volumenét és átnevezték Stone Day-re. Számos bár és nightclub szolgál élő fellépésekkel, melyek javarészt Dicksonban, Kingstonban és a cityben koncentrálódnak. A legtöbb városközpont rendelkezik mozival, színházzal és mindegyik területén van könyvtár. Népszerű rendezvények még a National Folk Festival, a Royal Canberra Show, a Summernats autó fesztivál, az Enlighten fesztivál, a Nemzeti Multikulturális Fesztivál februárban és a 10 napos Celebrate Canberra fesztivál márciusban a Canberra Day kapcsán.
Canberra évenként megtartott eseménye a Floriade fesztivál, amely egy virágfesztivál, ahol nagy mennyiségben állítanak ki virágokat minden tavasszal a Commonwealth Park területén. A rendezvény szervezői erősen környezetvédelmi szempontból közelítik meg a rendezvényt, ezért hirdetik a megújuló energiák felhasználását, a zöld önellátást, a fenntarthatóságot, valamint a vizek védelmét. A rendezvény egyúttal nem dohányzó rendezvény.

## Média

### Televízió
1989-ig Canberrában csak az ABC, az SBS és a Capital Television (CTC) tévécsatornák programjai voltak foghatók, a CTC később a Southern Cross Nine lett, majd a Prime Televízió (most Prime7) és a WIN Television érkezett a kormányzat regionális programjának részeként még abban az évben.
A fizetős tévécsatornák a Foxtel szolgáltatótól érhetők el műholdon keresztül, a kábeltelevíziók csatornáit a TransACT biztosítja.

### Írott sajtó
Canberra napilapja az 1926-ban alapított The Canberra Times. Több, hetente megjelenő kiadvány is van ezen kívül, mint például a Canberra Weekly és a CityNews, valamint a BMA Magazine, amelynek 1992-ben kiadott első számának borítóján a Nirvana zenekar Nevermind című koncertsorozatának képe volt látható.

## Sport

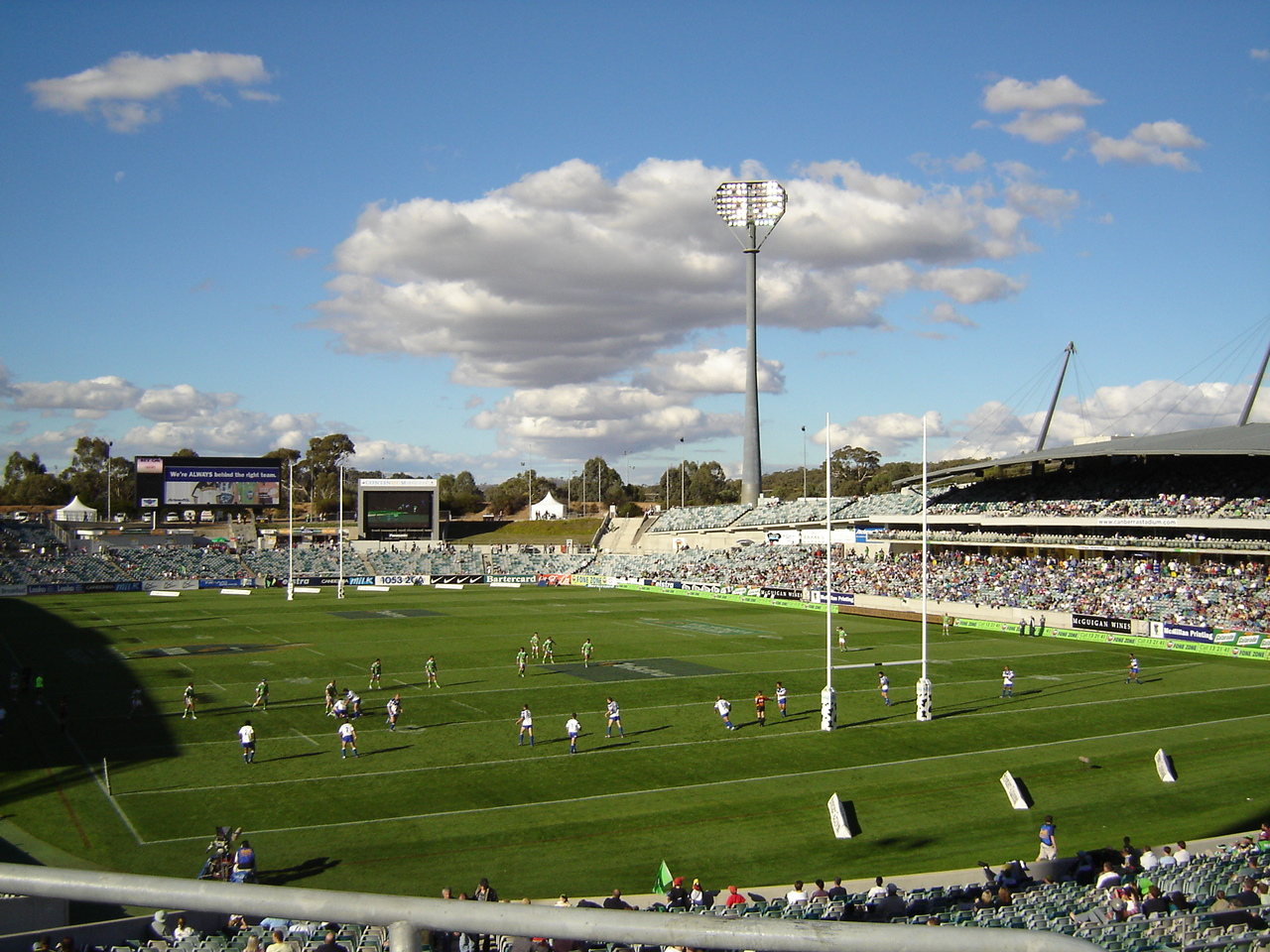
Rögbi liga meccs a Canberra Stadionban

A helyben versenyző csapatokon túl Canberrának számos olyan együttese van, melyek a nemzetközi versenyeken képviselik a várost. A legismertebbek ezek közül a Canberra Raiders és a Brumbies, amelyek a rögbi ligában és a rögbi unióban szerepelnek. Mindkét csapat rendelkezik már bajnoki címmel is a maga ligájában. Mindkét csapat hazai mérkőzéseit a Canberra Stadionban játssza, amely a város legnagyobb stadionja. Korábban itt tartották a 2000-es sydneyi nyári olimpia futballmérkőzéseit és a 2003-as rögbi világkupa meccseit. A város sikeres kosárlabdacsapata a Canberra Capitals, ami legutóbb megrendezett tizenegy női nemzeti bajnokságból hét bajnoki címet megnyert. A Canberra United FC képviseli a várost a W-Ligában, a nemzeti női labdarúgó ligában, és a 2011–12 szezonban bajnokok is voltak.
A Canberra Vikings képviseli a várost az Nemzeti Rögbi Bajnokságban és második helyen végzett a 2015-ös szezonban.

## Gazdaság
A főváros gazdaságának gerincét a közigazgatás és a biztonságtechnika jelenti, ami 2011-2012 során a terület GDP-jének 29,8%-át adta és a foglalkoztatás 33,9%-áért volt felelős. Számos szolgáltató és egyéb intézmény székel Canberrában, valamint Canberrában állomásozik az Ausztrál Védelmi Erők több alegysége, legismertebb ezek közül az Ausztrál Védelmi Erők főhadiszállása és a HMAS Harman, ami a haditengerészet kommunikációs központja.
Minthogy a közszolgálatban állók aránya kiemelkedő a városban, a legfőbb foglalkoztató is a kormányzati szektor, amely egyben a térségben a bruttó össztermék legnagyobb részét állítja elő. Mivel a kormányhivatalok itt találhatóak, ezért a munkanélküliség aránya itt jóval alacsonyabb, mint az országban másutt és a munkavégzésért járó bérek meghaladják az országos átlagot. A diplomával rendelkezők aránya jóval meghaladja a többi szövetségi állam adatait, mivel a lakosság nagyobb részét a fiatalabb generáció teszi ki.

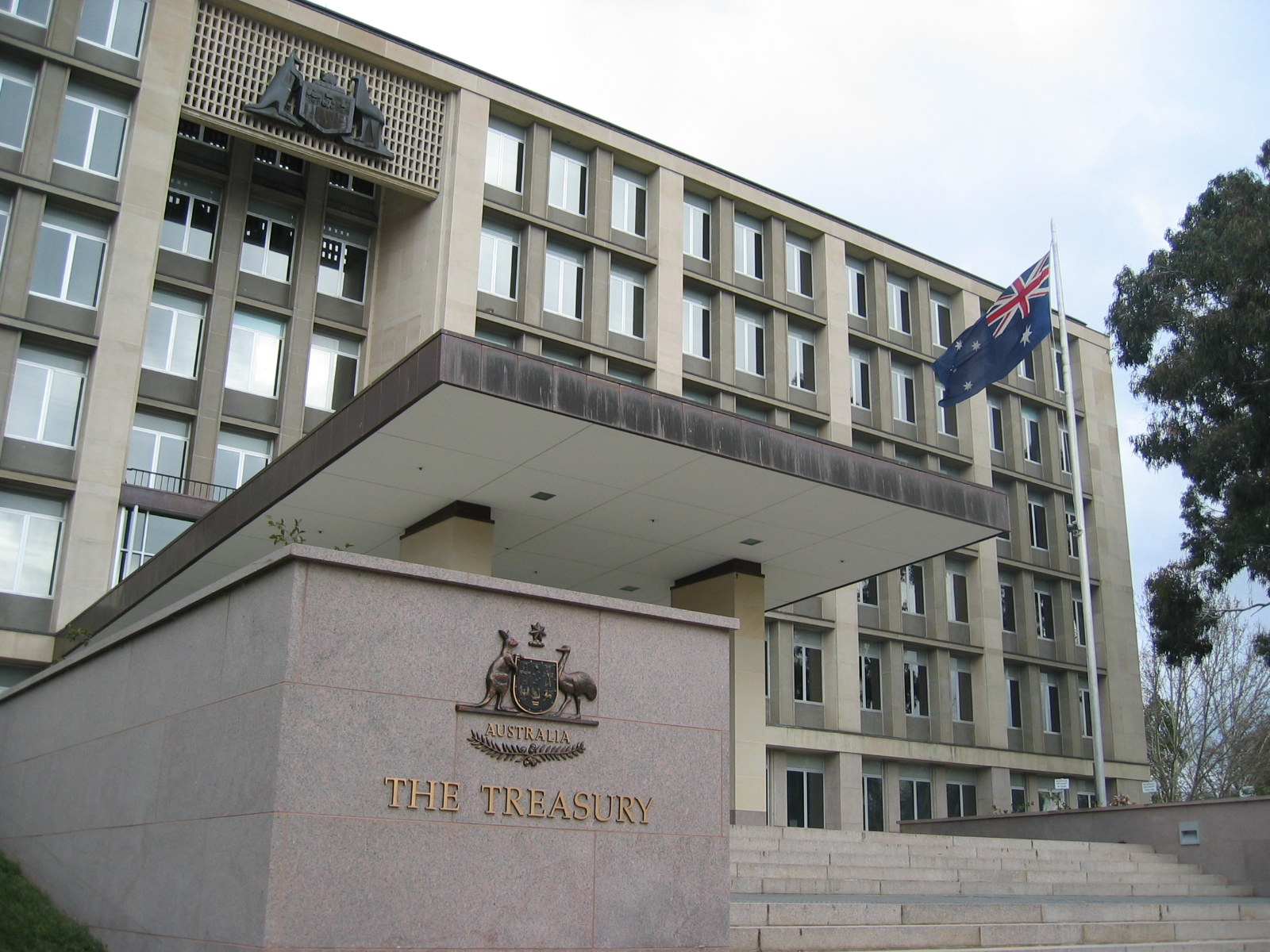
Sok canberrait a kormányzati szervek foglalkoztatnak, például a Kincstár

2012 májusában a munkanélküliségi ráta 3,4% volt Canberrában, ami alacsonyabb, mint az országos átlag, ami 5,1% volt ugyanekkor. Az alacsony munkanélküliségnek, valamint a közszférában és kereskedelemben dolgozók magas arányának köszönhetően Canberrában van a legmagasabb szabadon elkölthető bérjövedelem az ausztrál tagállamok székhelyei között.
Az átlagos heti bérjövedelem Canberrában 1702 $, ami több, mint az országos 1485 $ (2013 májusi adat).
A lakóépületek medián átlagára Canberrában 2009 szeptemberében 511 820 ausztrál dollár volt, amely csak Sydney-nél olcsóbb a 100 000 fős lakosság feletti városok között, mivel a főváros megelőzte Melbourne és Perth városát 2005-ben. A fővárosi lakbér átlagos középértéke magasabb, mint bármely más területen, vagy tagállamban az országban. 2014 januárjában a medián lakbér Canberrában heti 410 dollár volt, ami a várost a harmadik legdrágább várossá teszi az ország határain belül. A lakhatási költségeket drágító tényezők között található a magasabb heti jövedelem, a szigorúan szabályozott telekhasználat és az inflációs nyomás.
A korábban bezárt Fairbairn Légibázis szomszédos a Canberrai repülőtérrel, melyet a repülőteret üzemeltető cég birtokol, de az RAAF továbbra is használhatja VIP járatok fogadására.
Emelkedik azon szoftvereket gyártó cégek száma, amelyeknek székhelye Canberra, azért, hogy a kormányzati megrendelésekből minél nagyobb hasznot tudjanak húzni, például ilyen a Tower Software és a RuleBurst. Egy magán és kormányzati befektetőkből álló konzorcium 2007-től egy több millió dolláros adatközpont létrehozásán dolgozik, amely beruházás célja, hogy az ázsiai-csendes-óceáni régióban Canberra vezető szerepkört tudjon kialakítani ezen a téren.

## Fenntarthatóság és környezetvédelem

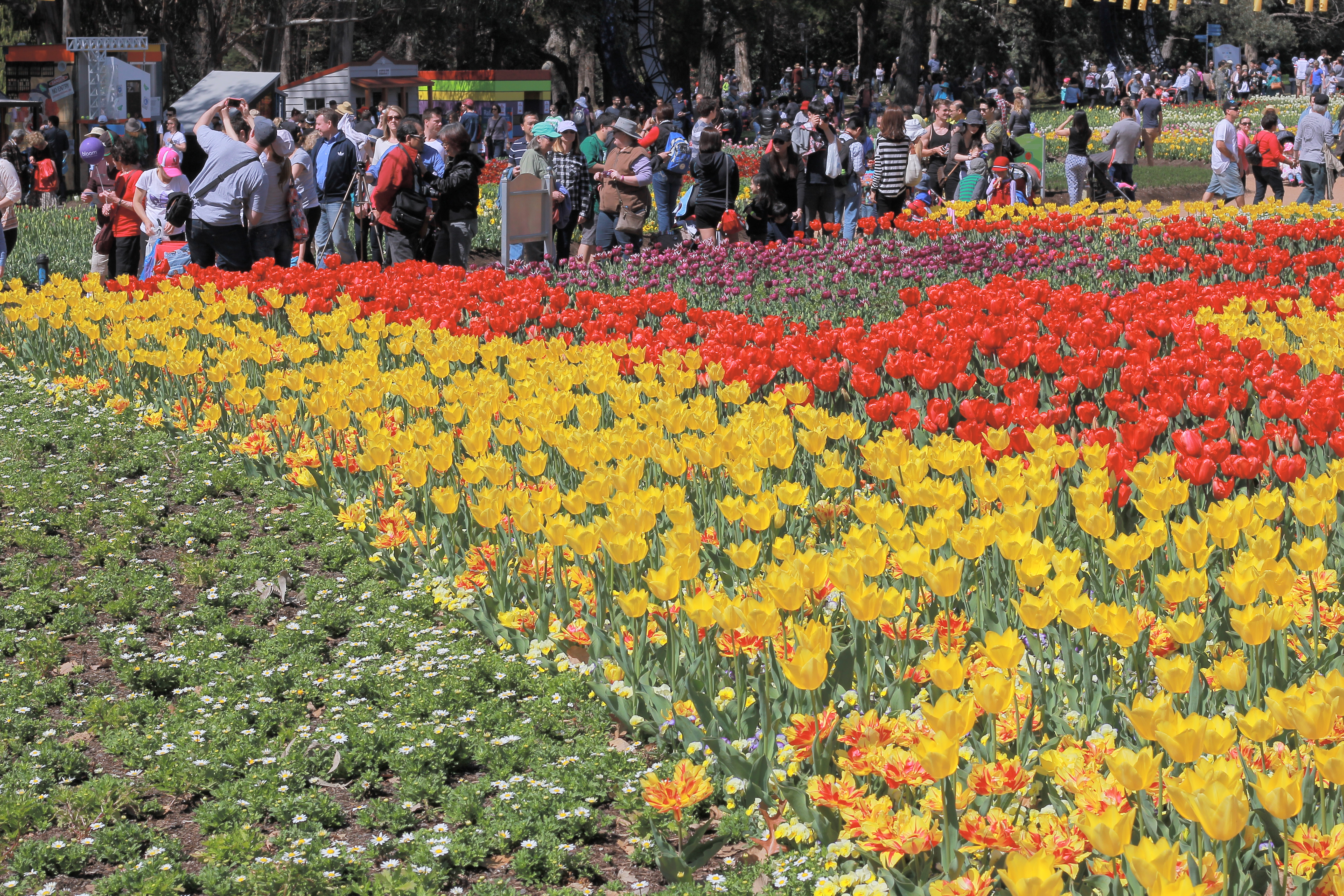
A Floriade fesztivált minden tavasszal a Commonwealth Parkban tartják. Ez a déli félteke legnagyobb virágfesztiválja, ahol változatos és támogató szellemű környezettudatos módszereket alkalmaznak, mint például a megújuló zöld energiát.

Egy átlagos canberrai lakos 13,7 tonna üvegházhatású gáz kibocsátásáért volt felelős 2005-ben. 2012-ben az Ausztráliai fővárosi terület törvényhozása szabályozta az üvegházhatású gázok kibocsátását, amelynek célja, hogy a kibocsátást az 1990-es szintekről 2020-ra 40 százalékkal, 2050-re 80 százalékkal, és 2060-ra a kibocsátás mértékét teljesen nullára akarják csökkenteni. A kormányzat 2013-ban bejelentette, hogy az Ausztráliai fővárosi területen a felhasznált villamosenergia 90 százalékát megújuló energiaforrásokból fedeznék 2020-ra, majd 2016-ban azt a merész célt tűzték ki, hogy a felhasznált energia 100 százalékát megújuló energiaforrásokból fedezzék 2020-ra.
1996-ban Canberra vált az első olyan várossá a világon, amely zéró káros anyag kibocsátásról készített terveket a 2010-e évekre. E stratégia célja volt egy káros anyag kibocsátás nélküli társadalom kialakítása 2010-re, az ipar, a kormányzat és a közösségek összehangolt együttműködésén keresztül. Az eredetileg nulla kibocsátással számoló 2010-es célkitűzéseket azonban felül kellett vizsgálni, hogy azok a valóságnak megfeleljenek.
A 35 mikrométernél vékonyabb polietilén műanyag zacskókat tilos használni a kereskedelmi forgalomban az Ausztráliai fővárosi területen 2011 novembere óta. A tiltás egy az Ausztráliai fővárosi terület kormányának azon erőfeszítései közül, amelynek célja, hogy Canberrát jóval fenntarthatóbbá tegyék.
Az Ausztráliai fővárosi területen termelt hulladék 75 százaléka újrahasznosításra kerül. Az átlagos háztartásonkénti élelmiszer pocsékolás az Ausztráliai fővárosi területen belül magasabb, mint az országos átlag és eléri éves szinten a 641 ausztrál dollárt.

## Egészségügy

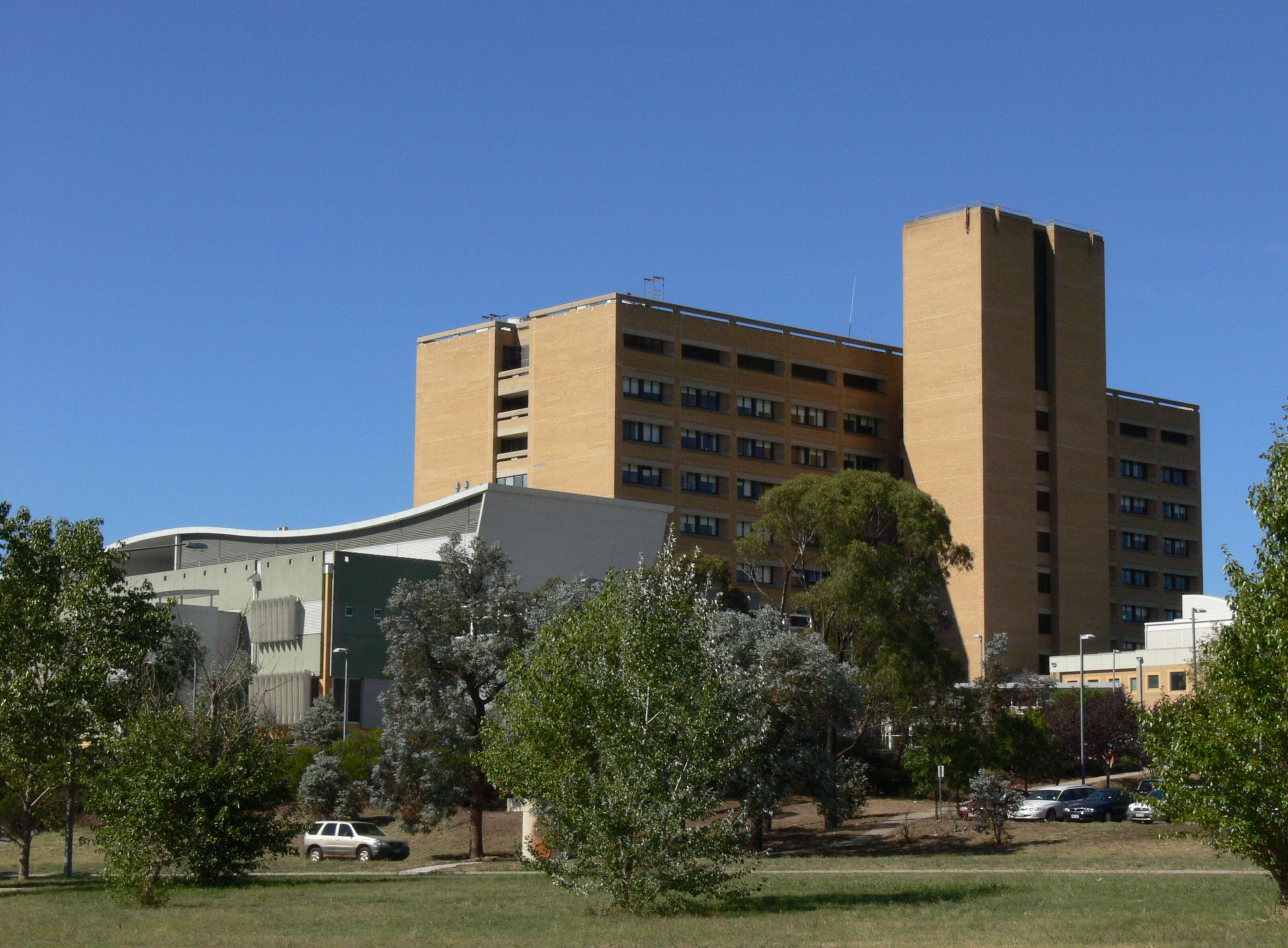
A Canberra Hospital épülete

Canberra területén két nagy közkórház van, a közel 600-ágyas Canberra Hospital—korábbi nevén a Woden Valley Hospital— Garranban és a 174-ágyas Calvary Public Hospital Bruceban. Mindkettő oktatókórház is egyben. A legnagyobb magánkórház a Calvary John James Hospital Deakinben. A Calvary Private Hospital Bruceban és a Healthscope's National Capital Private Hospital Garranban a legfőbb egészségügyi szolgáltatók.
A Royal Canberra Hospital az Acton-félszigeten helyezkedett el a Burley Griffin-tó partján; amelyet 1991 zártak be és 1997-ben lebontották az épületet, hogy helyet adjon az Ausztrál Nemzeti Múzeumnak. A városban tíz idősek ellátásával foglalkozó intézmény van. Canberra kórházaiban ápolják a Új-Dél-Walesből érkező sürgősségi ellátást igénylő eseteket is, és az ACT Ambulance Service egyike a négy műveleti egységnak az ACT Emergency Services Authorityn belül. A NETS (magyarul a Sürgősségi Újszülött Szállító Szolgálat) biztosítja a különböző egészségügyi intézmények között a beteg gyermekek szállítását az Ausztráliai fővárosi területen belül és az azt körülvevő Új-Dél-Walesben.

## Demográfia

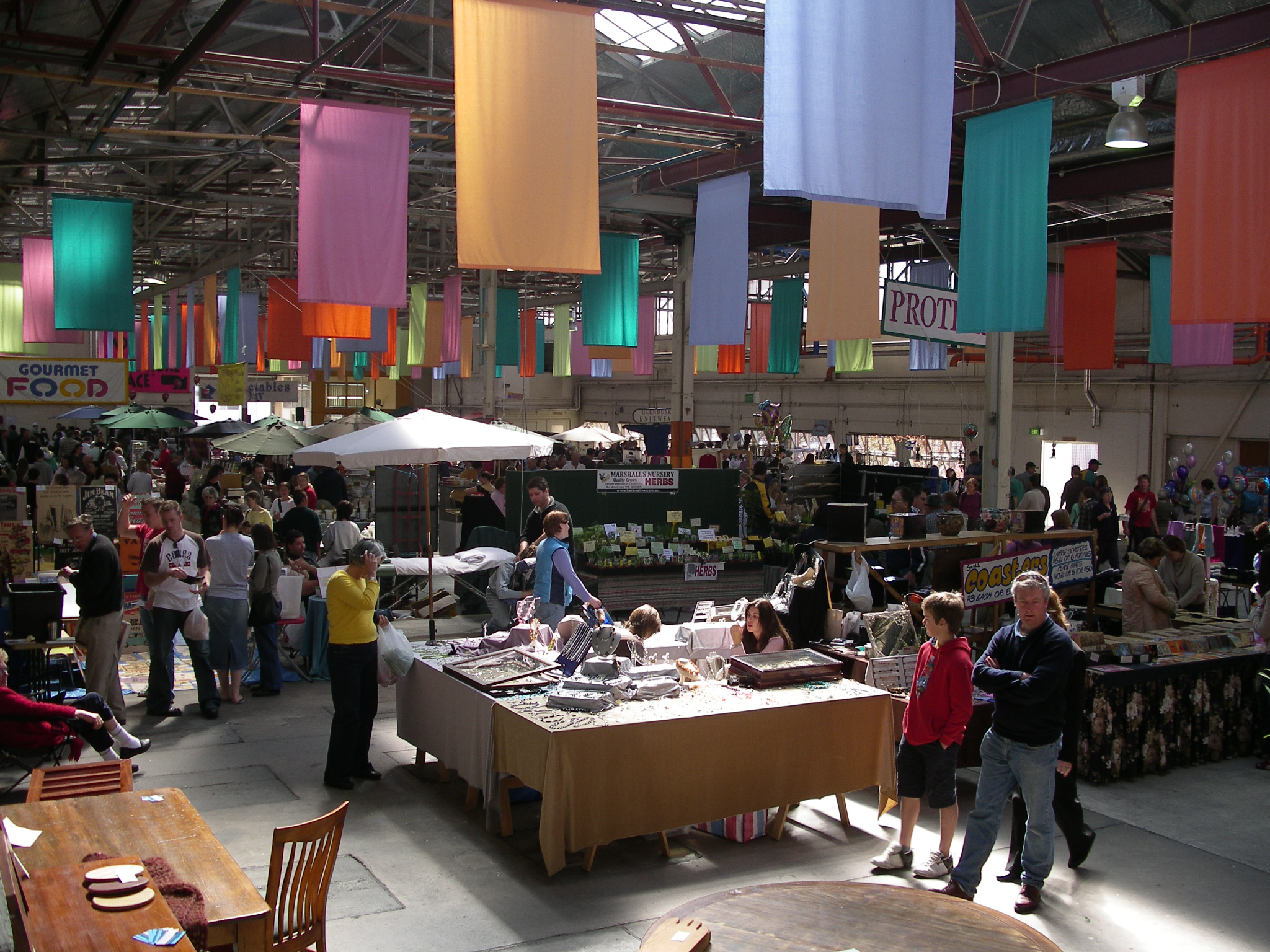
Bevásárlás a hetente megrendezett Old Bus Depot Market területén, Kingstonban

A 2011-es Ausztráliai népszámlálás idején Canberra népessége 355 596 fő volt, ami több, mint a 2006-os népszámlálás idején volt, amikor is 323 056 fő élt itt. A 2011-es Ausztráliai népszámlálásból kiderült, hogy az őslakosok és a Torres-szoros szigeti népcsoport aránya 1,4 százalékot tesz ki a főváros népességén belül, míg a népesség 28,6 százaléka a tengerentúlon született. A tengerentúlon születettek közt a legnépesebb csoportot az Egyesült Királyságban születettek alkották 3,7 százalékkal, majd a kínaiak álltak a második helyen 1,8 százalékkal.
Jelentős számú bevándorló jött még Új-Zélandról, Indiából és Vietnámból. A legújabb bevándorlási hullám résztvevői főleg Kelet- és Dél-Ázsiából érkeznek. A legtöbb helyi csak angolul beszél otthon (77,8%); míg más nagy számban otthon beszélt nyelv még a mandarin, az olasz, a vietnámi, a kantoni és a spanyol.
Canberra lakossága relatíve fiatalnak számít, magas a költözködési hajlandóság és magas szinten képzettek. A medián életkor 34 év, és csak 10,7%-a a népességnek idősebb, mint 65 év. 1996 és 2001 között a népesség 61,9%-a költözött el, vagy éppen ide, amely a második legmagasabb mobilitási arány az ausztrál tagállamok között. A népesség költözési adatai azt mutatják, hogy itt a második legmagasabb mobilitási arány az ausztrál tagállamok fővárosain belül. A National Australia Bank felmérése alapján a The Canberra Times beszámolt róla, hogy egy átlagos canberrai lakos jelentősen több pénzt költ jótékonykodásra, mint az ország más területein élők, mind dollárban kifejezve, mind pedig a jövedelem arányában megvizsgálva.
2013 májusában az Ausztráliai fővárosi terület 25–64 év közti népességének 45%-ának van mesterképzésből származó diplomája, ami jelentősen magasabb, mint az országos 29 százalékos átlag. A 2011-es népszámlálás idején az Ausztráliai fővárosi terület népességének közel 44%-a vallotta magát kereszténynek, a leggyakoribb vallás a római katolikus és az anglikán volt; a népesség 29%-a pedig nem tartotta magát vallásosnak.

## Oktatás

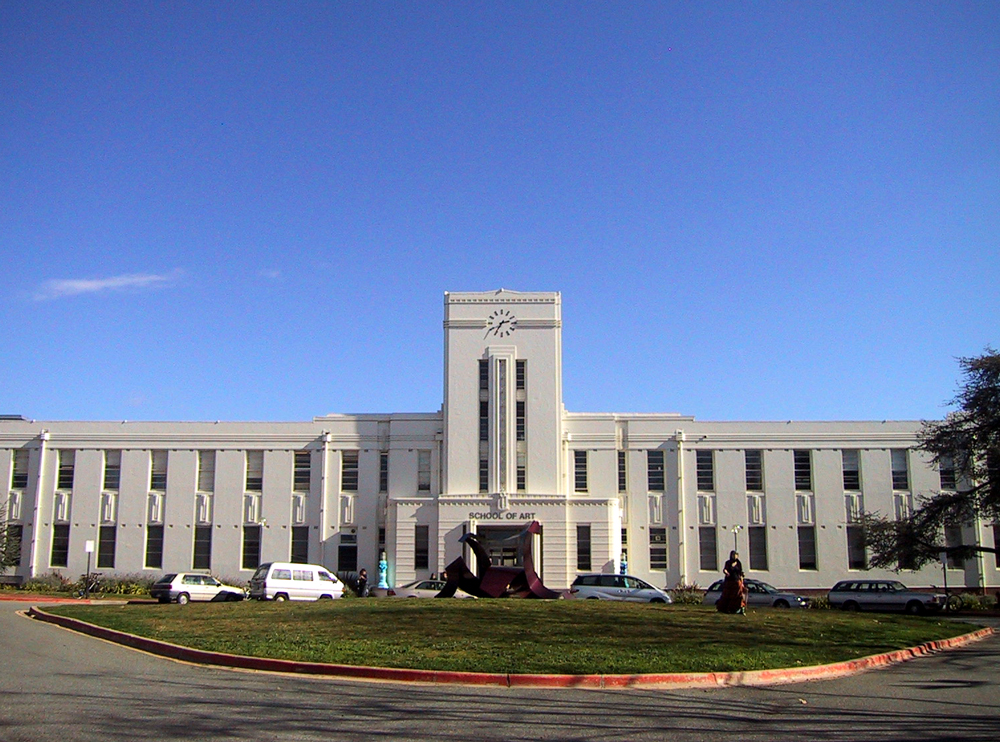
Az Ausztráliai Nemzeti Egyetem művészeti kara

A két legfőbb felsőoktatási intézmény az Ausztráliai Nemzeti Egyetem (ANU) Actonban és a University of Canberra (UC) Bruceban, több mint 10 500 és 8000 nappali tagozatos hallgatóval. Az Ausztráliai Nemzeti Egyetemet 1946-ban alapították. Az egyetemen mindig jelentős kutatási tevékenység folyt és ez alapján a világ élvonalába tartozik az intézmény és egyúttal az ország legjobb egyeteme e téren.
Két egyházi felsőoktatási intézmény található Canberrában: a Signadou Watson északi külvárosában, ami az Australian Catholic University; és a St Mark's Theological College Bartonban, amely a világi Charles Sturt University részeként működik.
A több kart is magában foglaló Canberra Institute of Technology felsőfokú képzést nyújt hallgatói számára.
Az Australian Defence Force Academy (ADFA) és a Royal Military College Campbell északi belső külvárosában helyezkednek el. Duntroon biztosítja az Ausztrál védelmi erők tisztjeinek képzését.
2004 februárjában 140 oktatási intézmény volt Canberrában; 96 állami intézmény volt, míg 44 magánkézben lévő. 2006-ban a kormányzat bejelentette, hogy több mint 39 iskolát bezárnak az iskolaév végén a Towards 2020: Renewing Our Schools elnevezésű kormányzati oktatásfejlesztési program keretein belül. Ennek eredményeképpen néhány iskola bezárta kapuit a 2006–08 közti időszakban, míg mások összeolvadtak; ennek eredményeképpen állami középiskolákat vontak össze általános iskolákkal, ami folytatódik a következő évtizedben. Az irányelv jelentős ellenállást váltott ki. A legtöbb városrész terveiben szerepel, hogy általános iskolai oktatással rendelkezzenek, amelyek közelében iskolai előkészítőt kívánnak működtetni; melyek mindegyikét olyan helyekre tervezik, ahol a rekreációs és a sportolási lehetőségek könnyedén elérhetők.
Az országos átlaghoz viszonyítva a tanulók Canberrában járnak a legmagasabb arányban magániskolákba, amely az itt beiskolázottak 40,6 százalékát teszi ki.

## Közlekedés

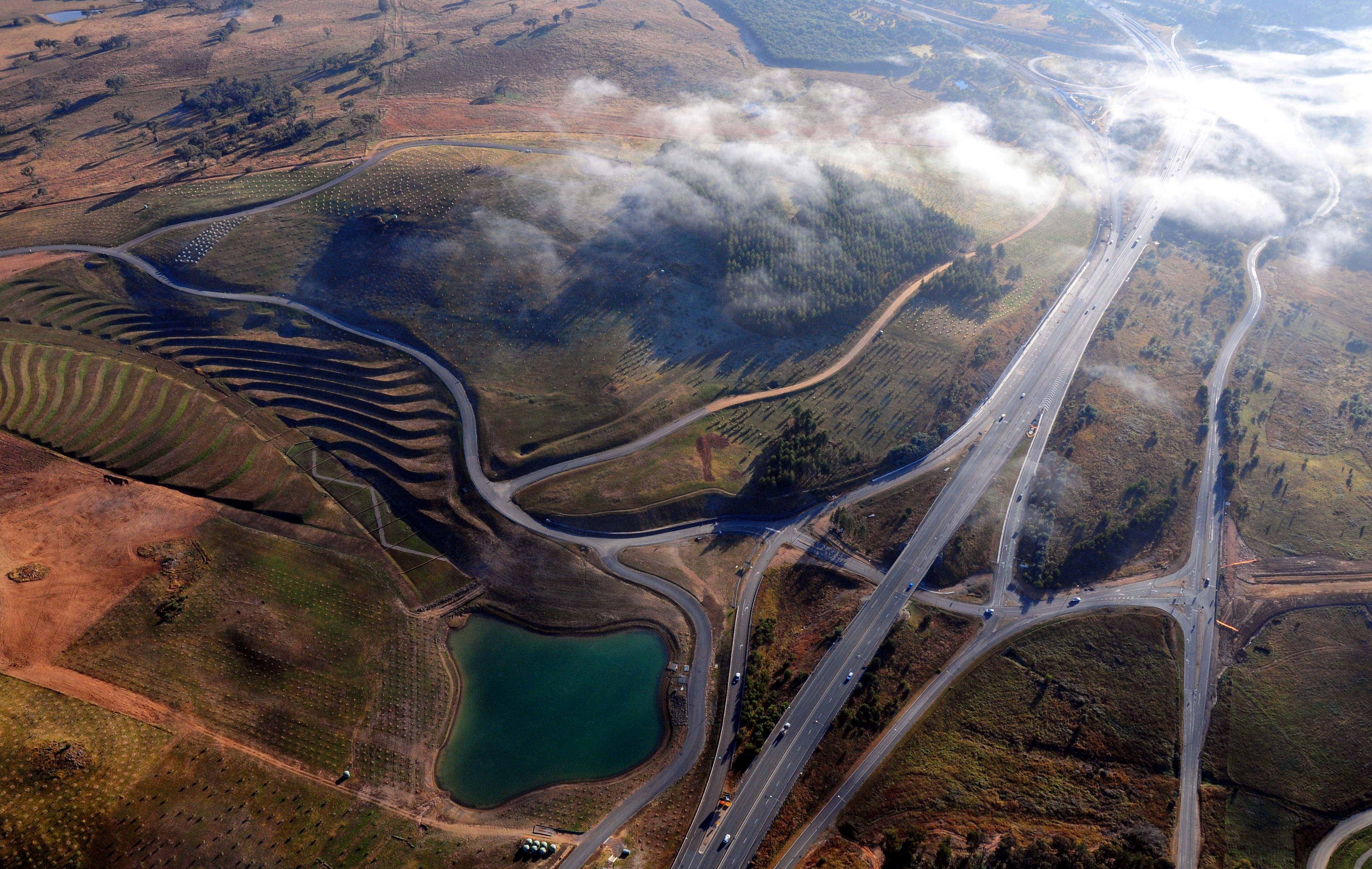
A Tuggeranong Parkway madártávlatból, amely az egyik fontosabb fő közlekedési útvonal, ami összeköti Canberra központi részét Tuggeranonggal

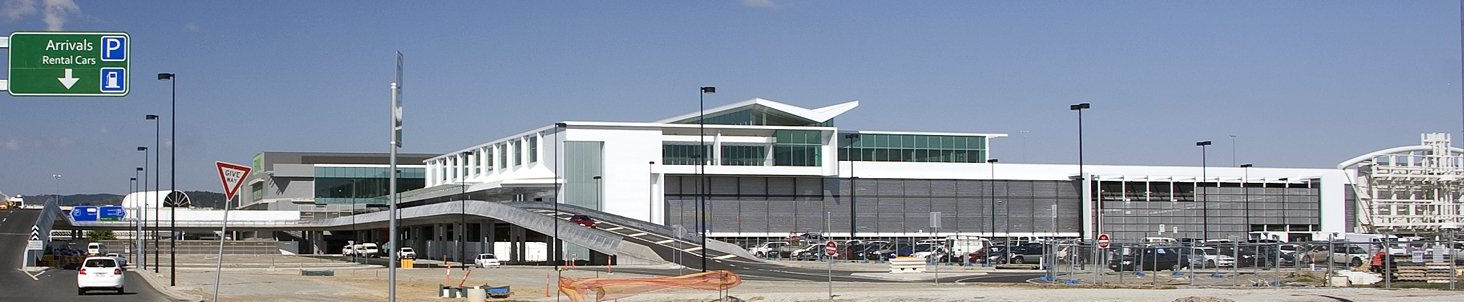
A Canberra nemzetközi repülőtér terminálja

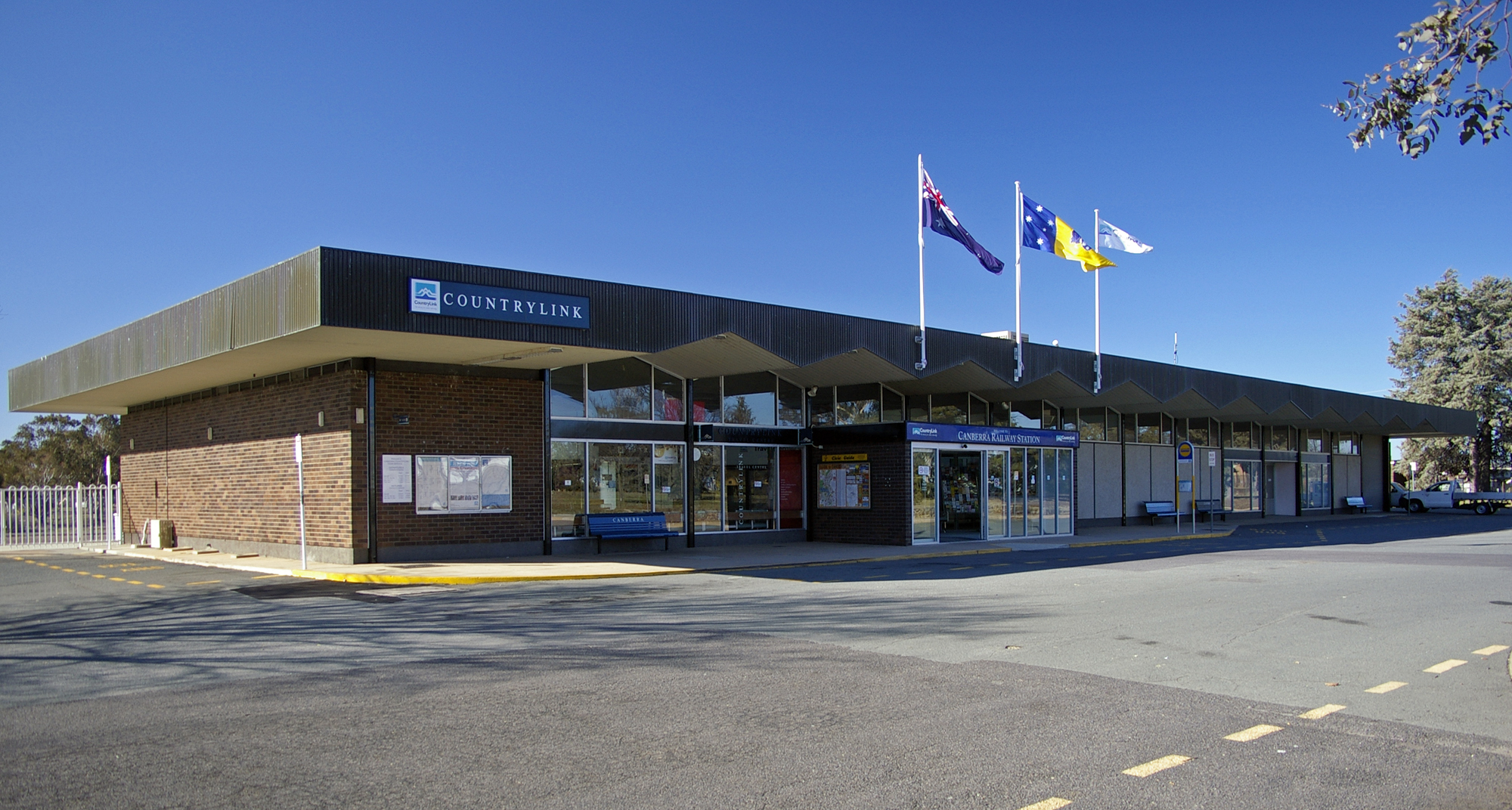
A Canberra vasútállomás

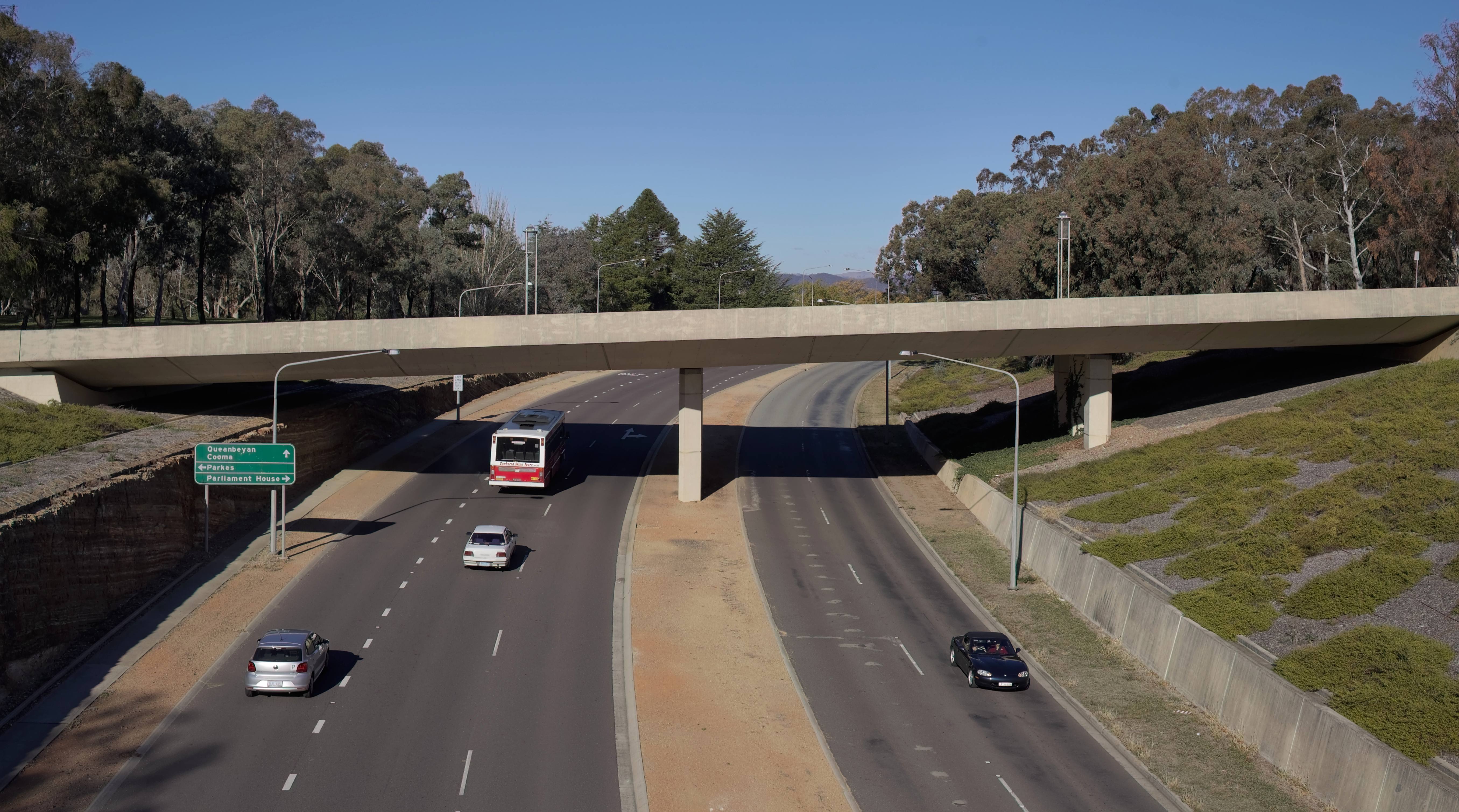
A Northborne Avenue és a Parliament House közti összekötő híd

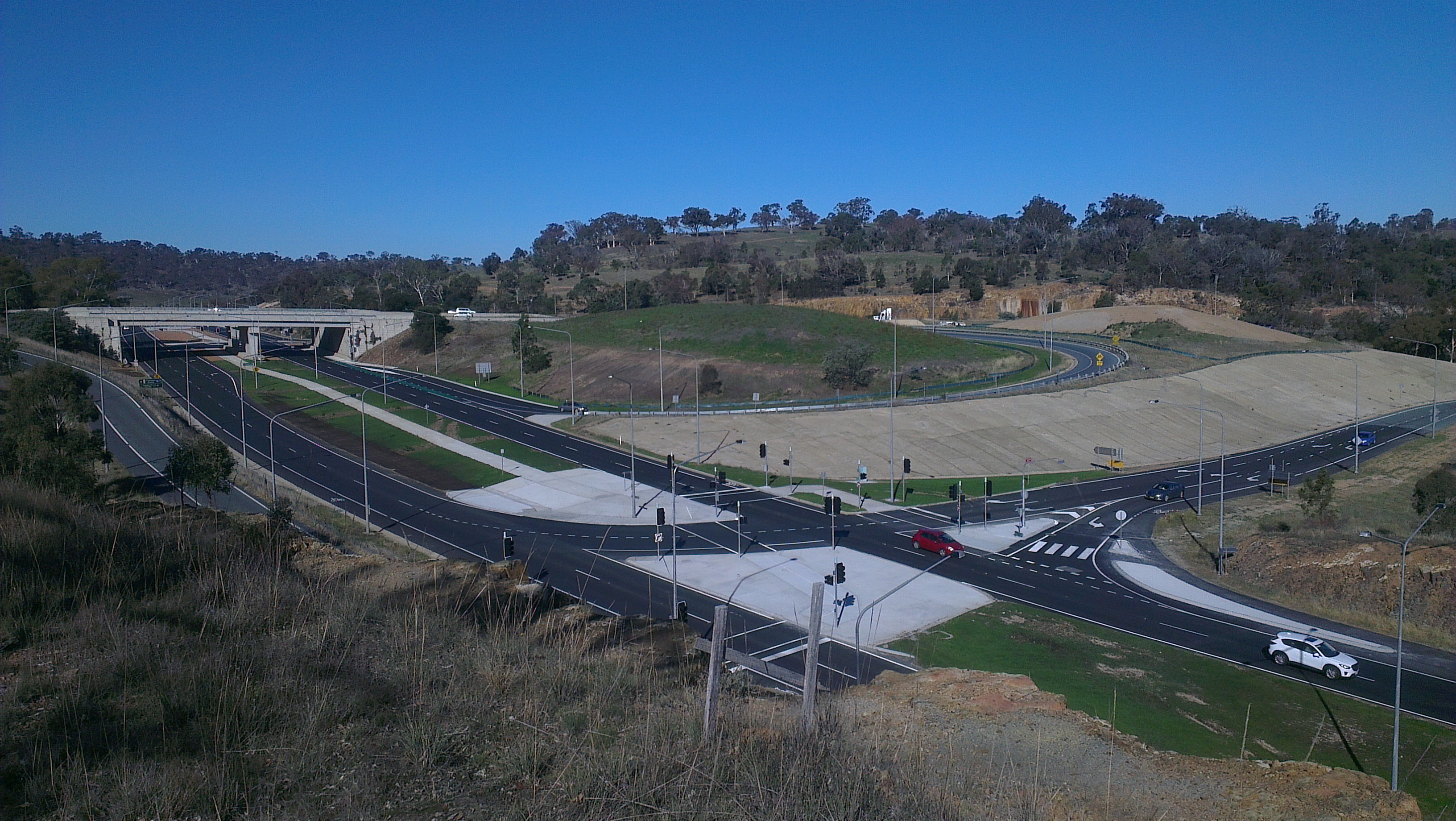
Csomópont a Federal Highway, Horse Park Drive és a Majura Parkway közt

A gépjárműforgalom képezi messzemenőkig az utazások gerincét Canberrán belül. A város az országos fő közlekedési útvonalaktól eléggé távol esik és a városi főutak jó része is lakatlan területeken fut keresztül, aminek részben az alacsony népsűrűség az oka; ami azt is jelenti, hogy ez ideális terep jövőbeli közúti fejlesztésekhez, mert itt sem költséges alagutakat nem kell fúrni, sem sűrűn lakott városrészeken nem kell keresztülvinni a város egyre bővülő autóforgalmát. Összevetve más ausztrál tagállamok fővárosaival, Canberra jóval nagyobb zöldfelülettel rendelkezik.
Canberra városrészeit főleg parkosított széles főközlekedési utak kötik össze, melyek kétsávos utak, ahol a sebességhatárok átlagosan 100 km/h körül alakulnak. A Tuggeranong Parkway jó példa erre, mivel összeköti Canberra belvárosát és Tuggeranong kerületet, és megkerüli Weston Creeket. A legtöbb kerületben a lakóövezeteket fő közlekedési útvonalak övezik, melyek csak néhány bekötővel rendelkeznek a lakóövezetek felé, hogy elkerüljék ezáltal az átmenő forgalom terhelését.
Canberrában a Carnell-kormányzat vezette be először 1999-ben a közlekedési kamerákat, hogy fokozzák a közúti forgalom biztonságát. A Canberrában elhelyezett közlekedési kamerák és traffipaxok révén a hatóságok megközelítőleg évi 11 millió dollárnyi bírságot szabnak ki.
Az ACTION egy állami tulajdonban lévő közlekedési vállalat, ami biztosítja a főváros buszközlekedését, míg a Deane's Transit Group Canberra és a környező új-dél-walesi területek közt szállítja az utasokat az úgy nevezett Transborder Express nevű járataik segítségével, (Murrumbateman és Yass irányában) valamint a Deane's Buslines biztosítja az utasok szállítását (Queanbeyan) felé.
A 2011-es népszámlálás adatai szerint a munkába járó népesség 6,7 százaléka veszi igénybe a tömegközlekedést, míg 6,5 százalékuk gyalog vagy kerékpárral jár munkába.
A fővárosban két taxivállalat működik. Az Aerial Capital Group monopolhelyzetben volt a Cabxpress 2007-es megérkezéséig. 2015 októberében az Ausztráliai fővárosi terület kormánya keresztülvitte a törvényhozáson a megosztáson alapuló személyfuvarozás szabályozásáról szóló törvényjavaslatát, ami lehetővé teszi az ezzel foglalkozó cégek számára (ilyen például az Uber), hogy Canberra területén legálisan működhessenek. Az Ausztráliai fővárosi terület kormánya volt az első tagállami törvényhozás, amely törvényi keretek közé szorította a szolgáltatást.
Egy NSW TrainLink vasútvonal köti össze Canberrát Sydney-vel. A Canberra vasútállomás Kingstonban található, Canberra déli-középső részén. 1920 és 1922 között a vasútvonal keresztülért a Molonglo-folyón és elért egészen északon a városközpontig, habár a vonalat bezárták, miután egy komolyabb árhullám vonult le a folyón és ezt követően már nem is építették újjá. A várost az új-dél-walesi Yass-szel összekötő vasútvonal tervét végül elvetették.
Egy vasútvonal épült 1923-ban, melynek nyomvonala a Yarralumla téglagyár és a Parliament House között húzódott; melyet később meghosszabbítottak egészen a Civicig, de 1927 májusában az egész vonalat bezárták.
Tervben volt, hogy egy gyorsvasút vonalat építenek ki Melbourne, Canberra és Sydney között, de ez számos ok miatt, legfőképpen a beruházás várható megtérülésének bizonytalansága miatt nem valósult meg. Canberra eredeti terveiben szerepelt a város belterületén futó kötöttpályás közlekedés kialakítása, ugyanakkor sohasem lett kivitelezve.
Egy Canberrát a Jervis Bayjel összekötő vasútvonal is a tervek között szerepelt, de nem épült meg.
Canberra mintegy háromórányi útra van Sydneytől a Szövetségi főúton (National Highway 23) keresztül, ami Goulburn mellett rácsatlakozik a Hume Highwayre (National Highway 31). Melbourne a Yassnál rácsatlakozó Barton Highwayen keresztül (National Highway 25) keresztül hét óra távolságra van.
A várostól kétórányi autóútra van a Monaro Highway (National Highway 23) keresztül a Snowy Mountains sípályáitól és a Kosciuszko Nemzeti Parktól. a Batemans-öböl, ami egy népszerű üdülőhely Új-Dél-Wales tengerparti részén, szintén kétórányi autóútra van a Kings Highwayen keresztül.
A Canberrai repülőtér belföldi repülőjáratokat biztosít Sydney, Melbourne, Brisbane, Adelaide, a Gold Coast és Perth irányában, ahonnan további belföldi úticélok érhetők el. Közvetlen napi repülőjáratok közlekednek Albury és Newcastle felé Új-Dél-Walesbe. Rendszeres nemzetközi kereskedelmi járatok indulnak Szingapúr és Wellington felé heti négy alkalommal.
2003-ig a polgári repülőtér meg kellett ossza a kifutópályáit a RAAF Fairbairn légibázissal. Még annak az évnek júniusában a légibázis bezárt és ettől az időponttól kezdve a repülőtér teljes mértékben a polgári légi irányítás hatáskörébe került.
A nagyobb ausztrál városok közül Canberrában az egyik legmagasabb azoknak az aránya, akik nem járművet vesznek igénybe a hétköznapi munkába járáshoz, e városban az ingázók 7,1 százaléka járt gyalog, vagy kerékpárral munkába 2011-ben. Egy az Ausztráliai fővárosi terület kormánya által megrendelt felmérés 2010 végén úgy találta, hogy egy átlagos canberrai lakos naponta mintegy 26 percet sétál. A The Canberra Times 2014 márciusi cikke szerint Canberra biciklisei heti szinten átlagosan négy ütközésben érintettek. Az újság beszámolt arról, hogy Canberra mintegy 87 000 biciklistának ad otthont, ami azt jelenti, hogy az ausztrál városok közül itt a legnagyobb a kerékpárt használók aránya a népességen belül, és a sérülések gyakorisága is az országos átlag kétszerese volt 2012-ben.

## Közművek

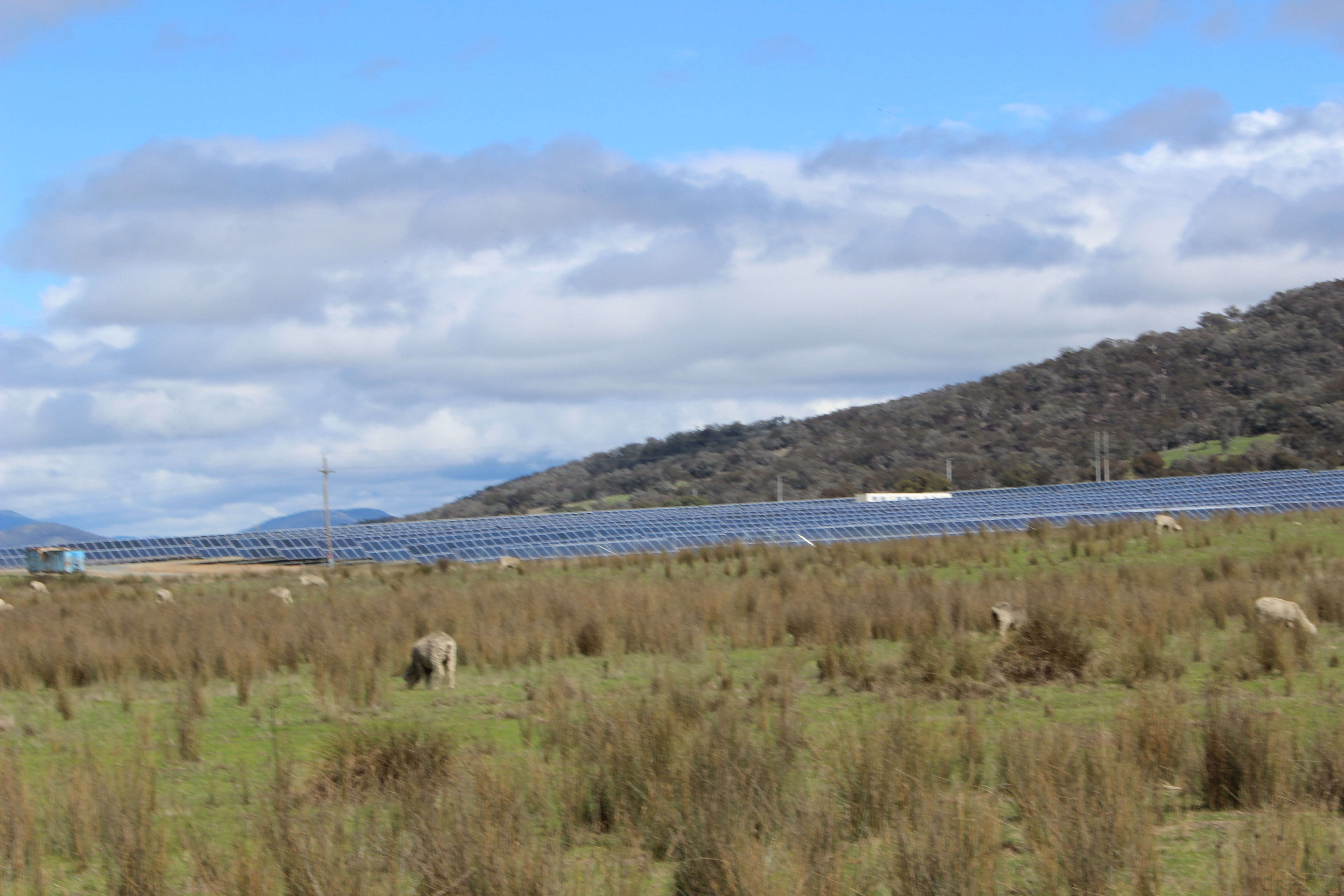
A Royalla Solar Farm a várostól délre található. A naperőmű 4500 háztartás áramszükségletének fedezésére képes

A kormányzati tulajdonú ACTEW Corporation feladatkörébe tartozik Canberra ivóvizének és szennyvizének kezelése és ezek infrastruktúrájának fenntartása. Az ActewAGL egy közös leányvállalat az ACTEW és az AGL közreműködésével, amely biztosítja Canberra közüzemi szolgáltatásait, beleértve az ivóvizet, a földgázt, az elektromos áramot, valamint bizonyos mértékben a telekommunikációs szolgáltatást is, a TransACT felügyelete mellett.
Canberra ivóvizét négy víztározó biztosítja: a Corin, a Bendora és a Cotter víztározók a Cotter-folyón és a Googong víztározó a Queanbeyan folyón. Bár a Googong víztározó Új-Dél-Walesben van, ettől függetlenül az Ausztráliai fővárosi terület kormányának hatásköre alatt áll. Az ACTEW társaság tulajdonában van Canberra két szennyvíz tisztító telepe, melyek Fyshwickben és a Molonglo-folyó alsóbb szakaszán találhatóak.
Canberra áramellátása elsősorban az országos hálózatból érkezik a Holt és Fyshwick közti alállomásokon keresztül (Queanbeyan felől). A város az elektromos energiát eleinte egy hőerőműből kapta, amely 1913-ban épült a Molonglo folyó mellett, ám ezt 1957-ben bezárták.
Egy 20 megawatt összteljesítményű naperőmű, ami jelenleg a legnagyobb naperőmű Ausztráliában, nyílt meg Royallában 2014. szeptember harmadikán. Már tervezési fázisban van a 7 megawatt összteljesítményű OneSun Capital napelem telep megvalósítása Uriarrában, valamint a 13 megawatt összteljesítményű Mugga Lane Solar Park Hume-ben.
Canberrában számos ingatlan rendelkezik napelemekkel és napkollektorokkal. Néhány helyen korlátozott mennyiségben most is állítanak elő villamos energiát megújuló forrásokból az ausztrál fővárosban, például vízenergia hasznosításával, illetve metángáz előállítását végzik a szeméttelepen termelődő gázok kiaknázásával Belconnenben és Mugga Laneben.
Jelenleg nincsenek szélerőművek Canberrában, ám számos szélenergiát hasznosító beruházás épül, vagy van tervben a környező vidéken Új-Dél-Walesben, mint például a 140,7 megawattot termelő Capital Wind Farm. Az Ausztráliai fővárosi terület kormánya 2013-ban bejelentette, hogy megemelik a megújuló forrásokból származó energiatermelés arányát a város célkitűzései szerint 90 százalékra 2020-ra. Ez meg fogja emelni a célokat 210-ről 550 megawattra.
2015 februárjában jelentették be, hogy három szélerőmű park épül meg Victoria és Dél-Ausztrália területén, melyek együttes éves áramtermelése 200 megawatt lesz; ezek várhatóan 2017-ben kezdenek el üzemelni. Már szerződéseket kötöttek további évi 200 megawattot termelő szélerőművek megépítésére Dél-Ausztráliában és Új-Dél-Walesben, melyet 2015 decemberében és 2016 márciusában jelentettek be.
Az Ausztráliai fővárosi terület kormánya 2014-ben bejelentette, hogy egy több mint 23 megawattos erőművet építenek, ami a környező terület háztartási és üzleti hulladékot fogja villamos energiává alakítani. A létesítmény 2020-ra készül el.

## Testvérvárosi kapcsolatok

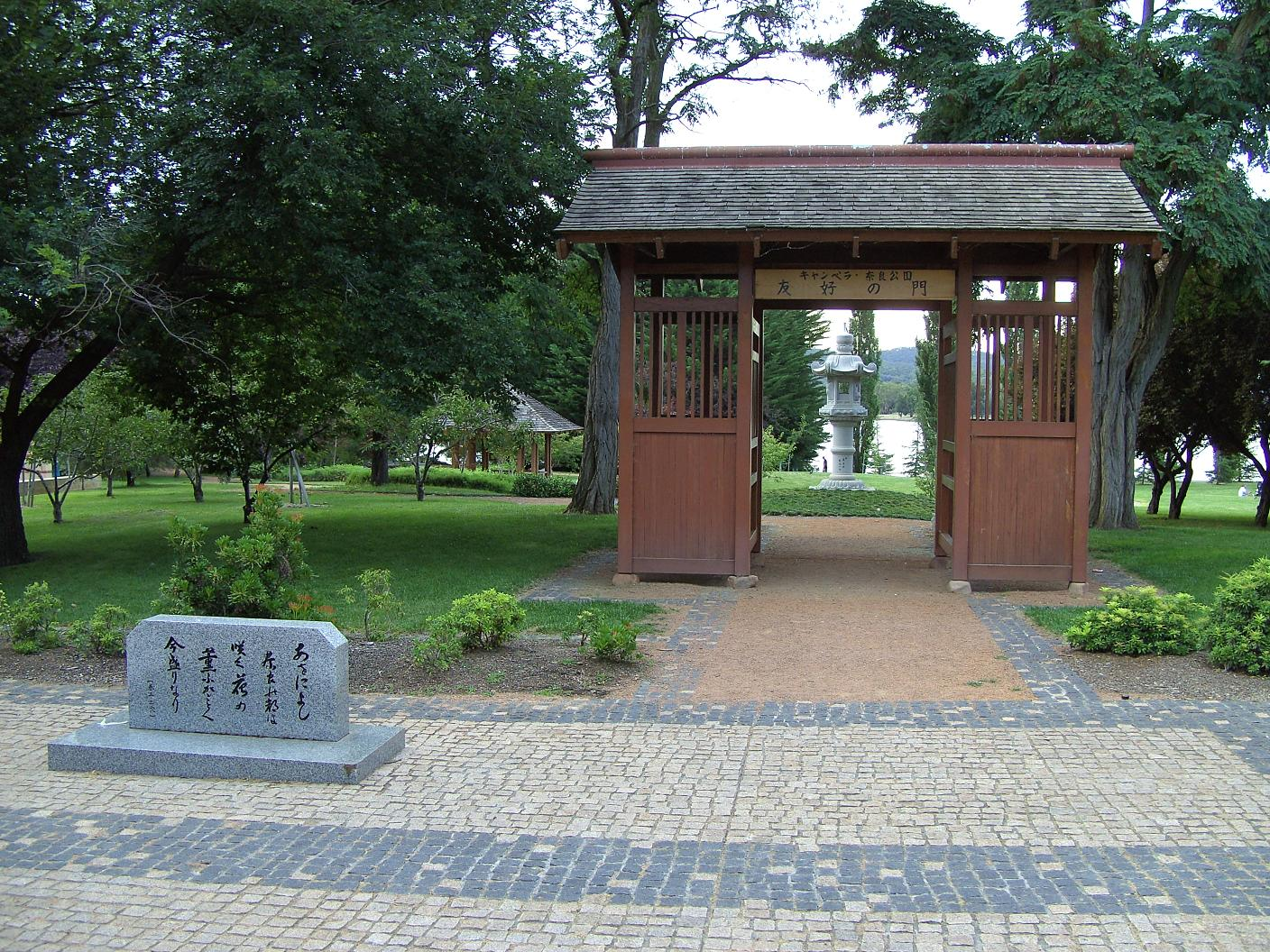
A Canberra–Nara park Kasuga ereklyetartója és kőlámpásai melyet a kapu keretez

Testvérvárosi kapcsolatot tart fenn Narával Japánból és Pekinggel Kínából. Városok közti baráti kapcsolatot ápol Dilivel Kelet-Timorból és Hangcsouval Kínából.
A városok közti kapcsolat bátorítja a helyi közösségeket és a különböző érdeklődéssel rendelkező csoportok tagjait, mind helyben, mind külföldön, hogy minél színesebb tevékenységekben vegyenek részt. A Canberra Nara Candle Festivaleseményét minden év tavaszán tartják, amely egy közösségi ünnepség, ami a Canberra és Nara városa közti testvérvárosi kapcsolatnak állít emléket. A fesztivált a Canberra Nara Parkban tartják, a Burley Griffin-tó partján.